# Нижній Вербіж
Нижній Ве́рбіж — село в Україні, у Коломийському районі Івано-Франківської області. Адміністративний центр Нижньовербізької сільської громади.

## Населення

### Мова
Розподіл населення за рідною мовою за даними перепису 2001 року:
| Мова       | Кількість | Відсоток |
| ---------- | --------- | -------- |
| українська | 2745      | 99.78%   |
| російська  | 4         | 0.15%    |
| румунська  | 2         | 0.07%    |
| Усього     | 2751      | 100%     |

## Сучасність
Центр Нижньовербізької об'єднаної територіальної громади, що утворена 30 грудня 2016 року. У селі протікає 4 гірські річки, найбільша з них Прут.
Діє амбулаторія загальної практики сімейної медицини.

## З історії села від найдавніших часів до XVIII ст
Історія села розпочинається не тоді, коли його вперше згадали, а значно раніше. Про те, що жили тут люди з давніх-давен свідчать знайдені неподалік села камінні сокири. На південній околиці Нижнього Вербіжа археолог Богдан Томенчук 1987 року виявив слід поселення, що належать за своїм типом до голіградської культури. Це — свідчення археологічні.
В «Актах гродських і земських» зазначено, що 9 грудня 1375 року у Львові Владислав князь Опольський надає села Стрільче, Вербіж і Михайлинці Васкові Тептуховичеві правом ленним під певними умовами. На той час, тобто XIV ст. Вербіж належить до Коломийського повіту. 1443 року уже згадується не просто Вербіж, а Нижній Вербіж.
В актах XV століття в усіх повітах Галицької землі зустрічаються прізвища української шляхти, зокрема, Васько Пантукович, який у Коломийському повіті володів 17 маєтками, один з яких був і у Вербіжі. У податковому реєстрі 1515 року документується млин і 5 ланів (близько 125 га) оброблюваної землі та ще 3 лани тимчасово вільної. У селі на цей час панують феодально-кріпосницькі відносин. Серед відомих сільських людей можна відзначити Воронюків-Маляревих.
За татарського лихоліття «Над Дніпром орда спалила 270 містечок, тисячі церков лягли в попелищах, у тому числі й церква у Вербіжі,- писав сучасник тих подій. — Татари погнали до Криму тисячі людей, а в боях загинуло ще більше. У яму скидали по дві сотні трупів, а на полях залишалися незакопаними вбиті. Тоді загинули всі монахи з монастиря у Вербіжі, на місці кутка Чернич, а монастир татари спалили. Залишилася лише дзвіниця». Монастир було обкопано глибоким ровом, заповненим водою. Той рів є і нині. В землі під монастирем були ходи і печери з виходом до ріки та лісу. В горбі, неподалік від монастиря, також було багато печер, де ховалися люди при появі татар. У селі здавна побутував переказ про напад татарів на місто Коломию й околиці. Згідно з цим переказом, татарський загін заночував у лісі Мочара. Мешканці Вербіжа і сусідніх сіл оточили ворога. Після битви вціліло лиш декілька загонів татарських зайд. Сільчанин Михайло Гаєвий (Максимів) оповідав, що бачив іконостас з давнього монастиря, спаленого ворогом, а також два образи, мальовані на дошках. Михайло Гаєвий, який був дяком, у 1920-30-х роках мав книгу-літопис, у котрі ченці з монастиря записували події. Цей літопис-хроніку за великі гроші придбав заїжджий австрійський збирач старовини. Один з двох образів зі слідами від шабель продали у Познанський музей. Популярності серед сільського люду набув вірш-пісня «Дума про напад татарів на місто Коломию та її околиці», написаний сільським дяком і поетом Миколою Тулікою і опублікований в «Народному руському місяцеслові». Автор присвятив свій твір сільському парохові Левицькому. Описані тут події охоплюють 1585 і 1589 роки, бо саме тоді двічі побували татари у місцевості даного населеного пункту. Тут розкривається дані про соціально-економічне становище селян у селі на II п. XVI ст.

У часи визвольної боротьби 1648-57 років добровольці з Коломийщини допомагали військові Богдану Хмельницьку, вже по дорозі на Львів проходило через місто над Прутом, відпочивало у Надвірнянському передмісті Коломиї. Священики, які були при війську, спільно зі священниками коломийськими, молилися у монастирській церкві за перемогу над ворогом. Воронюки-Маляреві з Нижнього Вербіжа, які добре вміли писати й малювати, переписували відозви, накази та універсали Богдана Хмельницького, чим уславилися на цілу округу. Пам'ять про це дійшла до наших днів. Нащадок Воронюків — Іван розмалював нинішню церкву у Нижньому Вербіжі. 
У XVII ст. (прибл. 1618—1619 року) сюди приходить найстаріша родина в селі з Воскресінців — Ласійчуки. 1739 у с. Нижній Вербіж діяли довбушеві хлопці на чолі з Михайлом Малярчуком, а значить мешканці села брали участь у опришківському русі. Ось документ допиту Малярчука.
1742 р., вересня 15. Станіслав. Добровільні зізнання ув'язнених бойових побратимів Олекси Довбуша — сільського побратима Михайла Малярчука перед станіславським міським шляхетським судом, де вони розповідали про свій виступ у загін опришків та участь у ньому.
Був ставлений арештант на ім'я Михайло Малярчук Мельник із села Нижнього Вербіжа. Був питаний, звідки був родом, відповів, що з Поділля, з Рудки із-за Кам'янця. Був питаний, як називався його отець. Відповів, що Леско Стрілець. Був питаний, чий був підданий. Відповів, що їх милостивого пана Малаховського, старости Смотрицького.
Був питаний: чим у молодості займався. Відповів, що займався школами. Був у Кам'янці рік у руській школі. І так за школами ходячи — в одну, то в іншу, дістався тут до Вербіжа і почав рік у маляра навчатися малярства, а потім узяв дочку у мельника, зостався там мельником і досі сам сидить. Був питаний: "Що тебе до того привело, що церкву обкрав у Вербіжі? «. Відповів: „Я тільки відкрив, а Юлійка з сином забрав хліба, а мені тільки пів таляра дав. Але вже був декрет і дали ми за те 15 талярів і по 3 фунти воску, по 30 київ отримали“. Був питаний про пограбування їх милостивого пана Добросельського і їх милостивого пана Рушицю. Відповів, що не грабував і не був там. Зізнав, що ходив з рушницею на качки і зустрів двоє опришків, які відібрали йому ту рушницю. Потім я дав знати до села, скочили ми туди але вже не знайшли нікого. Один мій шурин Василь, а інший Михайло Гунюк — то ходили самі там дивитися.
Був питаний про їх милостивого пана Юрковського, про коня, вола, і всі шкоди заподіяні. Відповів, що не знає. А то зізнав, що вже за ті шкоди бито їх трьох і запитували про ті шкоди, однак не зізнали. Був питаний: „За що тебе тут посаджено?“. Відповів: „Жиди коломийські мене перед смоляками представили, нібито Добощук мав бути у мене на хрестинах, а смоляки обскочили, мене питали, де Добош, і мене взяли“.
Вирозумівши з добровільних зізнань, і те добре обміркувавши, судом нашим його було визнано винним і був відданий на тілесні зізнання і 3 рази або підтягнений за свічками 3 рази причеплений через майстра тутейшого публічного Міхала Козловського. Окрім, Михайла Малярчука відомим місцевим опришком був Григорій Семенюк. Про нього більш детально в розділі „Про церкву“.

## Історія села XIX—XXIст. Участь краян у світових війнах. Сучасне село
Вояками австрійської армії і учасниками Першої світової війни були: Антоняк Іван, воїн; Воронюк Дмитро фельдфебель, три медалі; Воронюк Іван, вояк; Воронюк Михайло, фельдфебель, медаль; Гаєвий Кость, фельдфебель, дві медалі, інвалід; Гаєвий Михайло, вояк, медаль; Грицюк Іван, вояк; Данилюк Василь, вояк; Дибелко Іван, вояк, дві медалі, інвалід; Дивнюк Дмитро, вояк, дві медалі, інвалід; Дивнюк Ілько, вояк; Кернер Федір, поручник, дві медалі; Ковбаснюк Андрій, поручник, дві медалі; Ковбаснюк Федір, вояк, дві медалі, інвалід; Ковбаснюк Яків, вояк, дві медалі; Куник Микола, вояк; Ласійчук Дмитро, старший десятник, медаль; Ткачук Михайло, десятник, дві медалі, інвалід; Урдейчук Василь, старший десятник, дві медалі; Федориший Василь, вояк; Ющак Іван, фельдфебель, медаль; Туліка Петро, фельдфебель, три медалі; та ін.
Січові стрільці: Бойчук Петро Федорович. Син середньо заможного господаря (дуки). Закінчив чотири класи гімназії. Сотник УГА. У Києві спілкувався з сотником Петром Кузиком з Коломиї та Борисом Антоненком. Досить упертий, прямолінійний. Згодом — Член ОУН. Бліндарчук Микола. Серцем та розумом відданий справі відродження України, її армії. З війни повернувся інвалідом (утратив праву ногу повище коліна). Аж до смерті жив без пенсії, бо воякам УГА не платили. Туліка Юрій Михайлович. Виходець із звичайної селянської родини, досить самобутній, любив своє „я“. Після війни господарював. Воронюк Павло Васильович. Син заможного господаря. Старший десятник УГА. Самовпевнений та впертий. Сміхованець. Гаєвий Онуфрій Миколайович. Син добре освіченого селянина. З восьмого класу гімназії — доброволець у січові стрільці. Сотник УСС. Після війни залишився на Великій Україні. За перших совітів 1939 року перебрався у Нижній Вербіж. Був баптистом. Прожив 94 рокуи. Ласійчук Андрій Михайлович (у деяких джерелах — Власійчук). Син досить відомого, начитаного селянина. У 16-річному віці зголосився добровольцем до лав стрільців. Спочатку через молодий вік не прийняли, але згодом зачислили у підготовчий курінь. Служив на бронепотягу „Вільна Україна“. У часи німецької окупації був солтисом. Ткачук Петро Юрійович. Брат Василя Ткачука. Устрільці пішов з шостого гімназійного класу. По війні привіз дружину з Великої України. працював громадським писарем. Ткачук Тома Іванович. Син бідного селянина, вивчився на священика і як катехит УГА. 1916 року загинув на фронті в селі Гнилів. Туліка Павло Федорович. Син заможного селянина. Гімназист четвертого класу. Учасі навчався військовій справі у Відні взяв напрокат в антикварній крамниці генеральський мундир. Винаймив фіакра і зробив турне Віднем, за що його було відраховано з кадрів і відправлено додому. Однак, скоро знову поновився в навчання. До старості залишався філософом. Угринчук Максим Васильович. Син лісника. Стрункий, вольовий хлопець, начитаний, патріот України та ін. Вояки, які служили у польський армії: Сіранюк Іван, Туліка Гнат, Шургалюк Йосип, Ласійчук Михайло, Удрейчук Яків, Ласійчук Стефан, Свищук Павло, Залуцуький Юра (ст.стрілець), Семенюк Петро (ст.стрілець), Панкевич Дмитро (ст.стрілець), Залуцький Петро (Капрал) підофіцер, Козак Петро (Капрал), Ласійчук Семен (ст.стрілець), Олексюк Іван (ст. стрілець, Брустурняк Михайло(ст.стрілець) та ін. (ст. — старший).
Перші жертви більшовицького терору, члени ОУН с. Нижнього Вербіжа, арештовані 18 грудня 1940 року, потім розстріляні у Дем'яновому Лазі. Туліка Констянтин, Ковбаснюк Юра, Бучацький Микита, Онофрійчук Констянтин, Урдейчук Яків, Семенюк Павло, Бауман Володимир, Повернувся після Арешту Тимошишин Андрій Григор.
Вояки, мобілізовані в Червону Армію в 1939 року. З війська повернулося живими Ковбаснюк Михайло, Туліка Василь, Ласійчук Михайло, Дебелко Василь, Панкевич Дмитро, Довірак Микола. Загинули Лудчак Василь, Грицюк Василь, Грицюк Іван, Лановий Михайло, Гончарук Василь. Звання старшини мав Туліка Михайло.
Штаб самооборони. 22 червня 1941 року як відомо, гітлерівські війська нестримним потоком ринули на схід. Добре вишколена, озброєна до зубів армія нищила все на своєму шляху, отож сільські люди швидко зрозуміли, яку політичку веде Гітлер і чого добивається. Хоча спочатку, коли німецькі і мадярські війська зайняли наші території, був заклик братися за зброю і допомоги громи Союз в ім'я незалежності України.
У Нижньому Вербіжі організували вишкіл добровольців, які з часом мали воювати із Союзом. Вишколом у селі керував Гнат Семенюк, син Івана, колишній поручник січових стрільців. Та недовго тривав цей вишкіл. Уже восени показали німці свої „гнилі зуби“ — поарештували студентів, які вишколювалися на майбутніх офіцерів, освічених людей. До німців почали придивлятися з підозрою. А потім взагалі взялися розстрілювати, висилати людей на роботу до рейху…
Українське підпілля стало в опозицію і організувало підпільні групи, так звані штаби самооборони. Не залишалось і наше село осторонь. Тут також організували штаб самооборони, очолив його Петро Марусяк, заступником був Іван Олексюк, який невдовзі очолив штаб, оскільки Марусяк відбув у ряди регулярної армії. Штаб знаходився в хаті Маковійчуків, над ставом. У ньому постійно жило й несло службу 2-3 озброєних людей, які в разі проникнення німців на територію села повинні були підняти всіх на ноги — дзвонити в рейку. Таких рейок та автомобільних дисків було підвішено через кожну десяту хату. Також були в деяких людей бляшані труби, з одного боку розширені щоб голосно оповістити тривогу. Місце для штабу вибрали близько коло моста, щоб можна було спостерігати за рухом через Прут.
У комітет самооборони ще було залучено Дмитра Урдейчук („муж довір'y“), Петра Урдейчука, Юрка Залуцького…
Перші жертви нацистів. Першими жертвами, які випадково потрапили до рук німецьких окупантів, стали підпільники:
- Брустурняк Олекса Васильович (30 березня 1922 — 28 березня 1944, розстріляний на єврейському цвинтарів в Коломиї)
- Брустурняк Марія Юріївга (1892 — 28 березня 1944 там же), Марія Олексюк.
- Олексюк Дмитро Іванович (1919 — 28 березня 1944, там же).

Вояки німецької армії (1941-45): Воронюк Василь — гауштман (2 медалі), Воронюк Борис — старшина (1 медаль), Лучко Петро — вояк, Лаврук Дмитро — вояк, Ющак василь — старшина
На роботу в Німеччину. 1939-43 років були вивезені: Долішняк Іван, Долішняк Марія, Долішняк Анна, Кернер Марія, Кернер Марія, Онофрійчук Анна, Лудчак Василь, Лудчак Микола, Шевчук Яків, Довіряк-Шургалюк Марія, Гриньків Сашко, Угринчук Гриць, Рутковський Василь, Ткачук Кость (табір), Ткачук Дмитро (табір), Онофрійчук Михайло, Угринчук Марія, Кернер Петро та ін.
Борці за волю України (опублікування на сторінках газети „Галичина“ упродовж 1991-93 років).
- Онофрійчук Марія Онуфріївна (1922. с. Нижній Вербіж — 29 вересня 1947, там же). Зв'язкова коломийського надрайонного проводу. Псевдо „Дзвінка“.
- Семенюк Петро Кузьмович (1911. с. Нижній Вербіж — 2 травня 1950, с. Воскресінці). Керівник кущового проводу „сивого“.псевдо „Голуб“.
- Тифійчук Анна Петрівна (1924.с. Нижній Вербіж — 30 вересня 1951). Друкарка коломийського над районного проводів ОУН. Псевдо „Галя“.
- Тифійчук Марія Петрівна (1926. с. Нижній Вербіж — 29 червня 1949. с. Мишин). Рядова кущового проводу. Псевдо „Сойка“.
- Тафійчук Михайло Васильович (1904. с. Нижній Вербіж — 9 жовтня 1951. с. Мишин). Керівник пропаганди районного проводу. Псевдо „Чапай“ („Сивий“ — М. Л.,І. Л.).
- Урдейчук Дмитро Васильович ( 1913. с. Нижній Вербіж — 31 серпня 1953). Зв'язковий референта СБ„Когута“.
- Туліка Дмитро Петрович (1924. с. Нижній Вербіж — 14 червня 1946. с. Лука). Керівник райпроводу молодіжноо ОУН. Псевдо „Січовик“.
- Туліка Марія Петрівна (1918. с. Нижній Вербіж — 21 серпня 1950. с. Уторопи). Референт пропаганди райпроводу. Псевдо „Савина“.
- Туліка Петро Семенович (1924. с. Нижній Вербіж — 4 січня 1946. Коршівський р-н). Заступник референта СБ Коршівського району ОУН. Псевдо „'Палій“.
- Тимошишин Петро Миколайович (?.с. Нижній Вербіж — 10 травня 1948. там же). Заступник керівника Коломийського надрайнного проводу ОУН. Псвевдо „Юрко“.

Патріоти-підпільники : Тафійчук Параска, Семенюк Павло, Семенюк Юрій, Василюк Онуфрій, Лучка Петро, Ласійчук Михайло, Олексюк Андрій, Олексюк Петро, Воронюк Юрій, Василик Василь, Туліка Юрій, Туліка Дмитро, Олексюк Василь та Ткачук Степан.
Загинули як вояки Радянської армії під час війни (1944-45 роки). Антонюк Н. С., Вінтонюк В. Ю., Гаєвий Г. В., Дмитрук Ю. К., Дмитрук М. В., А. Г. Дебелко, М. А. Дмитрук, С. П. Чорнюк, Чонюк Я. О., М. В. Ющак, Г. І. Ласійчук, Д. Й. Ющак, Якіпчук Д. В., Ванджуляк М. В., Ткачук В. А.,Шургалюк Михайло, Тимошишин Василь.
1944 року в запасному полку звання сержантів отримали Лаврук Петро, Ткачук Василь, Ласійчук Михайло, Федоришин Іван, Шургалюк Федір, Лаврук Кузьма, Гончарук Василь.
Командирами гармат були Ласійчук Пилин, Марусяк Стефан, Угринчук Юрій, Дибелко Іван.
ВОЮВАЛИ на полях Другої світової війни в лавах Радянської армії і дожили до 40-річчя з часу закінчення війни. Усіх, поданих у списку ветеранів, нагороджено медаллю „ За перемогу над Німеччиною“.
| 1               | 2 | 3 | 4 | 5 | 6 | 7     |
| Залуцький Ю. М. | 1 |   | 6 |   |   | 1**   |
| Хилимон П. В.   | 1 |   | 6 |   |   | 1*    |
| Ющак В. М.      |   | 1 | 6 |   |   | 1**   |
| Ткачук Я. К.    |   |   | 6 |   |   | 1**   |
| Бойчук В. Ю.    | 1 |   | 6 |   |   | 1**   |
| Воронюк В. П.   |   |   | 6 |   |   | 1**   |
| Косівчук П. Д.  |   |   | 6 |   |   | 1**   |
| Кащук І. П.     | 1 |   | 6 |   |   | 1**   |
| Лаврук І. П.    | 1 | 1 | 6 | 1 |   | 1*    |
| Семенюк П. Ю.   |   | 1 | 6 |   |   | 1**   |
| Туліка Д. С.    | 1 |   | 6 |   |   | 1**   |
| Филипів Д. М.   |   | 1 | 6 |   |   | 1**   |
| Шипульняк М. П. | 1 | 1 | 6 |   |   | 1*    |
| Чорнюк М. В.    |   | 1 | 6 |   |   | 1**   |
| Олексюк М. В.   | 1 |   | 6 |   |   | 1-1** |
| Гриньків В. А.  |   |   | 6 |   |   | 1**   |
| Ткачук В. А.    |   |   | 6 |   |   | 1**   |
| Угринчук М. В.  |   |   | 6 |   |   | 1**   |
| Лудчак М. Б.    |   |   | 6 |   |   | 1**   |
| Марусяк С. Я.   | 1 | 1 | 6 |   |   | 1-1** |
| Гаєвий М. М.    |   |   | 6 |   |   | 1**   |

Ступінь орденів позначено асерисками — два астериски (**) — другий ступінь, три- третій.
Санітарний літак. У березні 1944 року на території села упав німецький санітарний літак, підбитий зенітками. На його борту разом з екіпажем та медперсоналом перебували 52 поранених людей. Їх останки поховано навпроти нинішньої нафтобази на території Міжколгоспбуду. На початку 1990-х років добродії Туліка і Микитюк установили на тому місці залізний хрест.
 Розстріляні вояком НКВС у стодолі Дмитра Ласійчука 21 грудня 1945 року мирні Лайсійчук Дмитро Михайлович і Ющак Іван Дмитрович.
Трагедія сімей Грицюків та Івасюків. У ніч на 14 березня 1946 року у вогні від рук НКВС загинули члени сім'ї Грицюків: Олексій Федорович (1883 року народження), Катерина Никифорівна (1893), Параска Олексіївна (1922), Анна Олексіївна (1933). Івасюки: Марія Никифорівна (1889), Катерина Прокопівна (1924), Іван Прокопович (1928), Євдокія Прокопівна (1930), а також мати провідника „Ватсона“ — Софія.
Вивезені у Сибір Радянською владою 1940-41 років: Гінзилевич Федір, Марусяк Марія з доньками Параскою та Анною.
Упродовж 1945-51 років були вивезені: Ткачук Параска (померла в дорозі), Олексюк Марія (померла в дорозі), Олексюк Олена з донькою Марією, Шургалюк Параска з донькою Марією, Тафійчук Марія з сином Петро, Онуфрій і Юстина Ласійчуки з дочкою Анною Лучко (померли на засланні), Параска Мельник (померла на засланні), Катерина Томенчук, Іван Грицюк, Дмитро Лаврук, Тиховик (Куник) Євдокія з тримісячною дочкою, Воронюк Дмитро (помер у засланні), Параска Мельничук (померла у засланні) та ін.
У чужих легіонах.  Так склалося, що українці, які не мали власно держави, постійно потрапляли в чужі військові формування, де були змушені виконувати роль поневолювачів інших народів. Не стали винятком і учасники війни в Афганістані (ДРА), розпочатої 1979 року колишнім Радянським Союзом проти цієї держави. Не обійшла ця війна стороною й Нижнього Вербіжа. 1984 року в Афганістані загинув Василь Ласійчук. Взагалі ж, у бойових дія в Афганістані брали участь Василь Коструб'як, Михайло Куник, Зиновій Сенчук, Петро Сенчук, Петро Ткачук, Іван Шипульник та Михайло Юрченко.
На початку 1970-х роках в Об'єднаній Арабській Республіці в бойових діях брав участь Федір Томенчук з Нижнього Вербіжа, очевидець загибелі братів-близнюків із Сопова Довганюків.
Офіцерські звання мали: Онофрійчук Павло Констатинович (полковник у відставці). Ласійчук Іван Федорович (підполковник). Туліка Петро Левонович (майор). Чернецький Ярослав Мартинович (майор). Гаєвий Василь Якович (майор).
Капітан звання: Мочернюк Богдан Іванович, Нижник Василь Михайлович, Пастернак Дмитро Миколайович.Старший лейтенант: Бойчук Андрій Іванович, Ласійчук (Непийвода), Леся Михайлівна (старший лейтенант медичної служби), Туліка Ігор Іванович, Туліка Мирослав Іванович, Сербенюк Василь Михайлович, Воронюк Василь Михайлович, Цьомко Дмитро Васильович, Драгущак Володимир Михайлович, Тимофіїв Михайло Михайлович, Романюк Іван Дмитрович, Равлюк Іван Петрович, Перлюк Микола Михайлович. Лейтенанти: Пантелюк Юрій Васильович, Гаєвий Петро Михайлович, Бабій Петро Йосипович, Клюсак Володимир Михайлович, Гаєвий Микола Васильович, Бойчук Василь Іванович, Непийвода Володимир Петрович. Молоді лейтенанти, старшини, прапорщики мали: Василик Юра Йосипович, Ласійчук Володимир Григорович, Лучецький Петро Станіславович, Лудчак Іван Миколайович та багато ін.
В 60-70-х р.р. XX століття на території села розташована центральна садиба колгоспу „Маяк“. Господарство льоно-тваринницького напряму. Артіль має землі, 2 млини, пилораму, цех бетонних виробів. У селі був розміщений Коломийський „Міжколгоспбуд“.
У 1960-70-х роки Нижній Вербіж заселяють зайшлі з усієї області. Вабило приміське село, тож за короткий час забудували територію біля хлібокомбінату. Забудіники влаштувадися на роботу в колгосп, вибирали документи, а потім — йшли з колгоспу. На кутку Воронівка виросли цілі квартали житлових будинків, заселених не корінними мешканцями.
Наприкінці 1980-х років орні землі над Прутом, а також луги, неужитки місцева влада за вказівкою районного начальства передала садівничо-городньому товариству „ Мічурінець“ (заводу „ Коломиясільмаш“), а згодом й інші товариства заполонили села дачними будиночками. Корінні мешканці Нижнього Вербіжа обмежилися пасовищами.
На території села на той час містився ряд підприємств. Це — ПМК-5, Райсількомунгосп (з 1985), Міжколгоспшляхбуд, торговельний склад будматеріалів, хлібокомбінат (з 1965 року). З початку 1970-х років у селі міститься худобо забійник пункт, що переріс у м'ясокомбінат, а також шляхово-дорожнє підприємство (з 1968), пункт прийому вторинної сировини Коломийського споживчого товариства (початку 1970-х років) і свинарник цього товариства. На початку 1990-х років Коломийське споживче товариство біля хлібозаводу завершило будівництво цеху з переробки фруктів.
1970 року в село через міст на Пруті до худобозабійного пункту, хлібозаводу і деяких квартир проведено газопровід.
19 червня 1959 року об'єднано Сопівську і Нижньовербізьку сільську Раду. В жовтні 1990 року — роз'єднано.
1973 року в селі відкрито фельдшерсько-акушерський пункт. Росли і торговельні засади. 1966 року відкрито торговий комплекс та ресторан, а 1988 року — ще один торговий комплекс над самим Прутом.
4 червня 1969 року повінь завдала господарям села великої шкоди — річки Пістинська, Лючка, Сопівка, Прут затопили поля, пивниці, сади, луги, пасовиська. Не витримали опори на мості через Прут. На кутку Віпханка стихія завдала найбільших збитків.
У селі жило багато талановитих людей. Ще й дотепер хати прикрашають портрети і пейзажі, створені художницею Параскою Іванюк. Живуть між людьми гумористичні співомовки, складені Михайло Урдейчуком. А ще село славиться лозоплетільниками. Ярема Лаврук передав досвід у цій справі не одному поколінні майстрів. Вагомих успіхів у мотоциклетному спорті здобув Кузьма Власійчук.
З проголошенням незалежності України у селі розпочався розподіл землі. 20 червня 1990 року біля церкви поновлено символічну могилу січовим стрільцям. Велика заслуга у цій справі Остапа Ласійчука.
Відновлену могилу повстанцям 1944-45 років, борцям за волю України. То — ініціатива керівника коломийського „ Меморіалу“ Ганни Вітонюк.
На кутку Царини під Горою родина Воронюків на честь 1000-річчя хрещення Руси-України спорудили капличку (1988). Цього ж року в селі за стараннями голови колгоспу Михайла Грицюка прокладено 8 кілометрів асфальту (аж до межі зі Спасом). Закінчено будівництво моста через Лючку. 1987 року голова колгоспу допоміг у виготовлення документації для спорудження школи.
16 липня 1990 року в день проголошення суверенітету України, під Мочарою, на місці зруйнованої каплички, на честь першого Всесвітнього Собору духовної України на кошти Михайла Грицюка, Михайла Шевчука (обидва родом з Спаса) та Михайла Федюка з Нижнього Вербіжа закладено фундамент нової каплички. Розписано коломийським художниками С.Гуменюком, М.Гнатюком, С.Андріїшиним та В. Агієвим, капличку освячено 21 листопада 1990 року. У добу відродження в селі споруджено й інші каплички.
1990 року за старанням добродіїв Михайла Яворського та Євгена Кота громада кутка Воронівка газифікувала свої жилі будинки за власний кошт. Колгосп в особі Грицюка Михайла допоміг колгоспникам і пенсіонерам матеріально.
Мокрий сніг наробив великої шкоди для села і жителів у Великодній вівторок 16 квітня 1996 року. Впала кладка-перехід на річці Сопівка, а також тимчасовий об'їзний міст на цій річці. Нічна паніка в селі, люди виводили худобу, свиней у безпечні місця, вили собаки, всюди були крики, зойки. Вода зруйнувала дорогу за кілька метрів від осель Феняків, Ласійчуків, Лудчаків, Ванджуляків. Вранці возили колене каміння камазами, рятували берег і дорогу. Мешканці села рубали верби, укріплювали берег Сопівки, технікою допомагало РШРУ села Сопів, місцеві трактористи. Розбурхана Сопівка знесла добротне житло із саману у перестарілих Ласійчуків, а у решти жителів вздовж центральної дороги підтоплено було меблі, речі, продукти. Спричинило біду затягування реконструкції моста через Сопівку, який будували після війни. Тоді інженер прийшов до однієї хати поблизу ріки і запитав, яка була вода при повені. Старий ґазда поволі зліз із печі і, вказавши на позначку попід самі двері на кухні, додав: тут була вода. Виконроб збудував високий міст, з великою пропускною здатністю води. Кажуть, що потім порушили кримінальну справу проти цього інженера за відступ від проекту.
„За уточненими даними, внаслідок недільної повені на Коломийщині загинуло 90 свиней, 8 голів великої рогатої худоби і велика кількість птиці“, — писала газета „Коломийський вісник“ 9 серпня 1997 року. Найбільшого лиха зазнав Нижній Вербіж, де затоплено було 500 дворів, куток Віпханка чи не вперше зазнав підтоплення будинків, знищений урожай та ін…
О 8 ранку 20 червня 1998 року після затяжних дощів упав міст на річці Прут. Знову наше село та інші населені пункти відірвані від цивілізації. Не було газопостачання, зв'язку. Через добу зробили тут пішохідний перехід з дощок, поновили газопостачання, зв'язок. Автомобілі вантажні їхали вбрід, перетягуючи одні одних після спадання води. Нижче зруйнованого водою моста звели металевий міст із пішохідним переходом до 100 метрів.
Водяна стихія порушувала спокій селян і в серпні 2005 року, підтоплено було 30 дворів.
Найбільшого лиха наробила повінь 2008 р. 24 липня всі річки в селі швидко наповнились водою і вихлюпнулись на оселі, городи. Знову біда. У деяких помешканнях вода була до 80 см. Людей і худобу з небезпечних місць рятували місцеві підприємці, керівники підприємств і організацій. Давали техніку, вивозили людей до опівночі на безпечні місця. Ріка Прут піднялась на п'ять метрів, зруйнувала 15 метрів берега з боку села. Упали три дачних двоповерхових будинки. Більша половина села потерпіла від стихії. У людей знищено урожай, в оселях вода пошкодила майно, підлоги, стіни, харчі.
Уряд Юлії Тимошенко прийшов на допомогу. Було виділено значну суму коштів для ліквідації стихії. Потерпілі одержали грошову допомогу, цукор, крупи, борошно, одяг, питну воду. Це все розвозили сільські депутати, пожежники очищали безкоштовно криниці, відвідав село і голова Верховної Ради Арсеній Яценюк. При сільській раді було створено комісію з ліквідації стихії, складалися акти обстежень будинків, майна, присадибних ділянок. Згодом було визначено суму збитків, кошти від уряду не забарились. Люди по кілька разів одержували чималі суми на відшкодування збитків стихії. Потім ще було виплачено кошти за пошкоджені в оселях підлоги. Школярі теж отримали допомогу на придбання шкільного приладдя, книжок. Багато хто з селян розумів: отримані кошти швидко розійдуться, краще б уряд дав гроші на спорудження міцної греблі, мостів, дамб. У верхніх ешелонах влади казали, що грошей вистачить і на це, але, на жаль, так не сталося.
Наступна повінь 2010 року стала ревізією того, як відшкодовано збитки, завдані повінню дворічної давнини. Ця стихія після дощів 22-27 червня заливала подвір'я, а 7-8 липня просто на очах у односельців підтопила 64 господарства. Сільський уряд не стояв осторонь завданої шкоди при всіх стихіях. Ще 1998 року було вироблено документацію на регулювання річки Сопівка. Частково виконано роботи, але не по всьому руслу — знову забракло коштів. Тепер мешканці, які живуть нижче насипаної дамби і берегоукріплень, не сплять вночі, коли йдуть проливні дощі. На річці Сопівка на новому руслі силами ТзОВ „Коломийський райсількомунгосп“ (керівник — С. Олексюк) було побудовано у 2007 році пішохідний перехід завдовжки 60 метрів, який витримав повінь 2008 року. Допомагали й місцеві мешканці — і працею, і матеріально. Цього ж року на річці Пістинька відкрили тросову кладку завдовжки 150 метрів, яку, на жаль, знесла стихія у 2008-му. Тут, на цьому місці, у 2010 році зведено міст, який сполучив Нижній Вербіж і Воскресинці.
П'ятибанна культова споруда церкви Різдва Пресвятої Богородиці, яку вважають взірцем дерев'яної гуцульської архітектури. 21 червня 2013 року на 37-й сесії Комітету Світової спадщини ЮНЕСКО, що проходила у Камбоджі, Церква Різдва Пресвятої Богородиці, разом з іншими дерев'яними церквами карпатського регіону, була включена у список світової спадщини ЮНЕСКО.
18 грудня 2016 року згідно з постановою ЦВК Нижньовербізьку сільську об'єднану територіальну громаду, яка мала наступні громади: Нижній Вербіж, Великий Ключів, Верхній Вербіж, Мишин. На даний момент голова Нижньовербізького ОТГ — М'якущак Ярослав Юрійович.

### Політика у селі. Партії
У Нижньому Вербіжі люди не були байдужі до політики. Наприклад, майже двадцятеро мешканців села належали до товариства „Січ“, організованого Кирилом Трильовським. Тут проводили різноманітні заходи.Скажімо, за повідомленнями львівського часопису „Свобода“ 16 травня 1909 року, „…на пасовиську Николи Ласійчука, сина Пилипа, над Сопівкою“ мав відбутися народний маніфест. Як писав часопис, „…цей фастин має бути геніальною репетицією IV січового свята в Коломиї“. Ось імена нижньовербізьких січовиків: Ткачук Юрій Костянтинович — кошовий, Ющак Іван Дмитрович — заступник кошового, Шургалюк Яків Іванович, Туліка Микола Петрович, Олексюк Михайло Іванович, Олексюк Пилип Іванович, Грицюк Іван Михайлович, Ющак Микола Васильович, Урдейчук Василь, Урдейчук Юрій, Удрейчук Микола, Дебелко Іван Ількович, Урдейчук Сенька Андріївна, Урдейчук Анна Григорівна, Ткачук (Ласійчук) Євдокія Юріївна, Ткачук Параска Юріївна.
За Польщі у селі були дві політичні течії. Перша — націоналісти, друга — ліві радикали („Каменярі“). Перші рівнялися на церкву та націоналістичні організації. Другі на Франка, Драгоманова і Трильовського. Перші носили кокарди зі стяжкою синього кольору, другі — малинового чи червоного. Як націоналісти, так і радикали не хотіли поступитися в культурно-освітньому розвитку села. У націоналістів були «читальня Просвіти», «Сільський господар», «Союз українок», драмгурток, спортивний гурток, хори, спортивний молодіжний гурток, хліборобський вишкіл молоді.
Не відставали й радикали. Мали свій драматичний гурток, струнний оркестр. Ставили п'єси, проводили фестини, концерти. Було так, що в одну неділю два драмгуртки ставили дві різні п'єси. Перші в новій нинішній читальні (клуб), другі — старій читальні. Керувала роботою в «Каменярах» переважно родина Ткачуків.
Активістами драмгуртка «Каменярів» були Семен Туліка, Лукань Василик, Петро Залучький та Гнат Лудчак. Представники обох течій часто сперечалися між собою, доводячи свою правоту, але до конфліктів не доходило.
Розповідають, що через Коломию на Косів мав приїздити міністерський кортеж, щоб ознайомитися з Карпатами. Усім школярам, які були попри дорогу, наказали вийти зустрічати високих гостей. Директор школи розпорядився, щоб діти взяли, як годиться, прапорці в руки — червоно-білі. Діти поставали обабіч дороги, чекаючи гостей. Тодішній війт Дмитро Олексюк побачив польські прапорці і наказав директорові повернутися до школи, взяти синьо-жовті прапорці і з ним зустрічати кортеж. Він казав, що українські діти не мають міняти національного знаку на чужий, подобається це комусь чи ні. З цього випадку можемо судити, яка високо ідейна свідомість була в цього чоловіка.
Партія „Не журись“. На початку 1920-ч років у селі зібрався гурток хлопців, рекрутів до польського війська. Було їх 23, а організували гурток брати Гаєві — Гриць і Мойсей. До них приєдналися Кузьма Ласійчук, Олексюк Лаврук, Василь Олексюк, Гриць Гаєвий (Петрів) та Михайло Бижук зі Спаса.
Спершу то була звичайна хлоп'яча компанія, яка назвала себе партію „Не журись“ . На початку не було у них жодного політичного забарвлення: усе зводилось до того, щоб демонструвати свої виступи на весіллях, фестонах та інших забавах.
У декотрих були револьвери. Очолював на початку цю групу Гриць Гаєвий. Розповідають, що якось парубок йдучи позаду постерункового (польського поліцая), підняв його за комір, пересадив через поруччя моста на Пруті та й кинув у воду…
Польські урядовці 1920 року викликали хлопців до асентерунку і призвали в армію. Але Мойсей Гаєвий заявив, що до війська не збирається і служити в Польщі не буде, не носитиме «курки» (польського орла) на шапці.
Хлопцям після цієї заяви нічого не залишалось, як перейти на нелегальне становище. Через кордон перебралися у Закарпаття, звідти — до Румунії. А вже з Румунії — на Одещину. Захопивши паротяг, доїхали до Підволочиська, де їх роззброїли органи ГПУ і вкинули в в'язницю.
У в'язниці за допомогою грошей та золота їм вдалося вирватися. Перейшли кордон на Збручі і повернулися знову в Карпати. Аби якось жити, зайнялися грабунками панських маєтків. Ховалися в селянських садибах, лісах, подалі від влади.
Тодішнє протипольське підпілля звернуло увагу на хлопців з цієї ватаги і взяло їх під свій контроль. Ватажком партії призначали Мойсея Гаєвого. Якось польський президент мав проїжджати через Станіслав на Заліщики. Підпільники організували в лісі Годи-Добровідкою засаду, маючи на меті підірвати поїзд з Пілсудським. Залучили до цієї акції й хлопців з ватаги Гаєвого. Через три дні очікування підпілля довідалось, що Пілсудський із Заліщиків подався на Тернопіль, тож облогу залізниці зняли. За словами Мойсея Гаєвого, у цій акції брали участь до 700 осіб.
Як оповідав Мойсей Гаєвий, тодішнє підпілля не мало комуністичного забарвлення, як потім його характеризували, а скоріше національне. Смертний присуд послові до польського парламенту Шикерикові виконали на роздоріжжі Яблунів-Великий Ключів Мойсей Гаєвий і Семен Шургалюк.
Українська Військова Організація (УВО). Ідея створення організації в селі належить мешканцеві Мишина, членові УВО Атаманюкові. Було це 1929 року. Першим до організації вступив Онуфрій Тимошишин. Він залучив Петра Марусяка, а той у свою чергу Дмитра Гаєвого, далі Дмитра Тафійчука, Констянтина Туліку. Згодом до них приєднався Семен Шургалюк.
Члени Організації Українських Націоналістів. Марусяк Петро, Гаєвий Дмитро, Тафійчук Дмитро, Туліка Костянтин, Гарасим'юк Дмитро, Гарасим'юк Петро, Семенюк Павло, Бучатський Микита, Тимошишин Андрій, Онофрійчук Григорій, Урдейчук Петро та ін.
Каменярі « — члени ОУН. Урдейчук Яків, Урдейчук Юрій, Онофрійчук Констянтин, Лаврук Андрій, Ткачук Юрій, Олексюк Іван, Ющак Василь, Ткачук Петро, Залуцький Юрій та ін.

## Церква. Пам'ятки села та Некрополь церкви
П'ятибанна культова споруда церкви Різдва Пресвятої Богородиці, яку вважають взірцем дерев'яної гуцульської архітектури. 21 червня 2013 року на 37-й сесії Комітету Світової спадщини ЮНЕСКО, що проходила у Камбоджі, Церква Різдва Пресвятої Богородиці, разом з іншими дерев'яними церквами карпатського регіону, була включена у список світової спадщини ЮНЕСКО.
Перший некрополь у Нижньому Вербіжі був на місці колишнього резиденції, повище обійстя Угринчуків.
Другий — за Австро-Угорщини — коло церкви, а в межа її бетонної огорожі. Похований тут Григорій Семенюк, фундатор церкви. Зберігся і старий хрест на його могилі з написом » Тутъ спочиває Р. Б. Григорій Семенюкъ добродіятель і провізорь сія церкви. Прожив літа 114, а преставився року 1822 "і хрест-пам'ятка, встановлений за стараннями Калини Ласійчук, Якова Марущака, Юрія Залуцького. Склеп родини поміщиків Клепецьких розташована на захід від церкви.
Третій діяв за польських часів. Розміщений навпроти церкви, ліворуч від дороги в бік Верхнього Вербіжа. Поховань тут мало, бо підходили ґрунтові вони. Поховано тут 18 вояків УПА, полеглих за волю України. Їх тіла 1945 перевезено з-за Пістиньки. Могилу поновлено 1991 року.
Четвертий цвинтар відкрито 1962 року. Сюди перевезено хрест на знесення панщини, що стояв колись попри дорогу Коломия-Яблунів. Поховано тут родини Горецьких, священика Миколу Фесюка. Розташовано й деякі хрести-пам'ятки, котрі сільчани у час засилля атеїстів перевезли зі своїх присадиб та від доріг.
Через дорогу від нинішнього помешкання Шипульняків був некрополь, де в часи епідемії холери ховали померлих від холери. Щоправда, багато хто й заперечує існування цвинтаря саме в тому місці.
Думка про те, що холеричний некрополь містився коло церкви, де нині стоїть пам'ятник Шевченкові, не має підґрунтя, бо австрійські закони забороняли ховати померлих від холери у місцях загального користування, тож цвинтарища були на пустирях не ближче за кілометр від житла та місць загального користування. Аби не поновити хворобу, на території таких поховань випасати худоби заборонялося впродовж 50 років. Копати, орати чи щось висаджувати — впродовж 100 років.
Обговорення ідеї спорудити пам'ятника відбулося 29 вересня 1991 року. Після другої Богородиці Михайло Ласійчук звернувся до голови церковного комітету Остапа Ласійчука з пропозицією очолити справу, а також частково профінансувати роботи. Згодом було отримано, але з умовою, що потрібна ще й попередня домовленість керівництва села. Того ж дня Михайло Ласійчук заручився підтримкою голови сільради Марії Карпенюк, а вже увечері ініціатори у вузькому колі обговорювалися план дій. У клубі зібралися Марія Карпенюк, Михайло Ласійчук, Остап Ласійчук, Ольга Антонюк, Василь Курилюк. Обговорювали різні шляхи втілення задуму в життя. Намітили точний день сходу селян. У клубі ввечері, на якому вшановували ветеранів художньої самодіяльності, провели й збори . Сільчани майже одноголосно підтримали ідею спорудження пам'ятник Тарасові Шевченку. 7 жовтня 1991 року голова колгоспу імені Довбуша Михайло Грицюк узяв на себе зобов'язання домовитися з архітектором-скульптором. Проголосували також про місце, де мали встановити пам'ятник. Церква вхяла на себе збирання пожертв від громади. Кошти почали надходити відразу ж після зборів.
4 квітня 1992 року громада залила фундамент під п'єдестал пам'ятника. Працювало того дня 57 односельців. Згодом вели підособні роботи: 9 травня того ж року забетонували боковини для сходів, 16 травня — частину подушки зі сходу. 24 травня почали робити сходи, а закінчили їх виготовлення 30 травня 1992 року. Проводили й опоряджувальні роботи. А 4 липня 1992 року встановлений пам'ятника. 23 серпня 1992 року відбулося освячення й урочисте відкриття пам'ятника. В урочистостях брали участь драматичний, хоровий і танцювальний колективи села та учасники художньої самодіяльності із Сопова.
Відкрили пам'ятник члени комітету із спорудження: голова О.Ласійчук, а також М.Ласійчук, В.Курилюк, М.Воронюк. Добрим словом згадали майстрів зі Львова Богдана Дорошинського та Романа Василькевича, також Миколу Гаврилюка з Коломиї.
Авторові пам'ятника Володимиру Перебенді, а також Андрієві і Дарії Джумаям з Городниці та Остапові Ласійчуку голова сільсьвиконкому вручила пам'ятні дарунки.

### Про церкву
Окрім, Михайла Малярчука відомим місцевим опришком був Григорій Семенюк, за переказами та легендами засновник сільської дерев'яної церкви Різдва Пресвятої Богородиці. Григорій Семенюк оселився в Нижньому Вербіжі 1732 року. Найнявся служити у Мельника, який на півд. куті села Левадах, тримав млин. Той рукав Лючки й нині звуть Млинівка. У мельника служив декілька років, доки не одружився з його донькою Анною і сам став господарем.
Польський етнограф і письменник Станіслав Вінценз, який мешкав у Слободі, у своїй книзі «На високій полонині» подав переказ, що стосується, очевидно, цього чоловіка. Якось один опришок, який користувався особливою довірою Олекса Довбуша, безслідно зник із часткою скарбів. За якийсь час того опришка Довбуш зустрів під час храмового свята у Вербіжі. Аби спокутувати гріхи, за опришківські скарби поставив у селі церкву.
Один із нащадків Григорія Семенюка Роман Семенюк переповідав, що за родинним переказом, мельник спускався з опришківського табору в Чорногорі. Старий гуцул відкрив його таємницю, що на межі Космача і Лючі під камінним хрестом, встановлений на трьох плитах, сховано опришківський скарб. Плиту оту може підняти лише сильна людина. А як добереться до грошей, аби вони не вразили його, мусить збудувати Божий дім.
Через багато років по тому до вже постарілого Семенюка увірвалися опришки. Відстрілювався з пістоля, але нікого не вбив. Лісові хлопці питали про скарби, але чоловік відмовлявся. Коли ж йому на груди лили розтоплену смогу, повів їх до церкви. Над входом до дзвіниці, збуджуваної у вигляді чотиригранної вежі, з новим металевим хрестом нагорі, було вирізано, що, «зводниця є сооружена року Божого 1743, місяця мая, дня 21 „. Напис на великому, прикрашеному образками дзвоні, що офірував його “Божого року 1745 Григорій Мелиникъ». На могилі Григора Мельника, що збереглася, був напис, відтворений тепер на новому хресті: «Б + П / тутъ спочиває Р. Б. / Григорій Семенюк / Мельникъ / добродітель і про- / візоръ сіѧ ц~ркви. / проживъ літъ 114 / а преста- висѧ року / 1822». Над порталом церкви є донтарський напис, який також свідчить, що «сиа цер- ков єсть за стараіємь cowpɣжи титора Григориа Сємєнюка и прочіихь провьзоров рокɣ БЖ 1788 IAWI МЦА МАІ ДИА 3».
Очевидно, з плином часу сталось коригуватись легенди про Довбушеві відвідини Вербіжа. Річ у тім, що опришківський ватажок загинув 23 серпня 1745, тож не міг бути в церкві, збудованій Григорієм Семенюком. Певно, малась на увазі дзвіниця, що стояла коло попереднього, давнішого храму.
Хрестоподібна триярусна церква почала будуватися ще за часів панування польської шляхти, потім пережила панування Австро-Угорщини і безбожництво радянської влади. Цікаво, що матеріалом для побудови послужила ялина (смерека), деревина якої в ті часи рідко використовувалася для храмового будівництва. У 90-ті роки минулого століття храм чекала найбільша реконструкція — не тільки її купола, а й стіни вище піддашшя першого ярусу одягли в жерстяній панцир, знявши старовинне гонтове покриття. Місцеві жителі однозначно стоять за те, щоб церкві повернули її первісний споконвічний вигляд, провівши реставрацію. Незважаючи на все пережите, нижньовербізький храм Різдва Пресвятої Богородиці служить людям, залишаючись будинком Божим. Належить він зараз до Української православної церкви Київського патріархату. Місцеві краєзнавці Михайло Ласійчук та Іван Лудчак вважають, що будівництво церкви розпочалося 1756 року . На думку дослідниці Надії Бабій, церква Різдва Богородиці у селі Нижній Вербіж не належить до типологічної групи гуцульських дерев'яних споруд, а повторює форми сакральних споруд Поділля та Слобожанщини. Н.Бабій, зауважує, що церква даного типажу надзвичайно рідкісна для цих країв. Таку дерев'яну церкву важко найти не тільки на Коломийщині, а загалом на Західній Україні. Як уже було, сказано Н.Бабій класифікує Церкву Різдва Предсвятой Богородиці не як типову гуцульську дерев'яну сакральну спороду, а дублює сакральні споруди Поділля та Слобанщини і критує інформацію ЗМІ, які вважають її гуцульською церквою. Аргументує вона таким висновок, що багато структурних елементів даної церкви просто не характерні для такої місцевості і що її засновник Григорій Семенюк, скоріше всього був родом із Поділля чи Слобожанщини і на основі тих церков, який сам бачив збудував такі церкви і тут побудував церкву типову для його країв. Церковна громада, яка належить до ПЦУ, дала дозвіл на реставраційні роботи.

## Походження назви села. Топонімічні назви його околиць і кутків. Географічно-природниче розташування села
Нижній Вербіж — село Коломийського р-ну Івано-Франківської обл. ; віддаль до Коломиї — 5 км, до Івано-Франківська — 70 км; Село здавна межувало на заході з Соповом та Копаною дорогою. На півд. зх. доходило до лісу Дуброва, поля Полєки, Гори з Лисиною, що перед Мишином, мишинських полів. На Півд.сх. — ліс Мочара, а вже перед Спасом — куток Долини. На сході гірський хребет Лисогірка, що тягнеться від Пруту на південь, углиб Карпат. За тим горбом кут Теребіжі, а також схил, на котрому, за переказами, стояв замок князя Юрія й зникла під землею церква П'ятничка. З Півн. сх. — кут Глиї і Воскресінецька долина. На Півн. — ріка Прут, а за нею Коломия. У давнину Прут протікав попід Сопівську гору. На місці теперішньої церкви стояла стара, спалена турками і татарами. Під час того нападу загинули й ченці, які жили при церкві, але той кут села й нині звуть Чернич. На схід від цього кута — куток Долини, де протікає ріка Пістинька, а за нею — Воскресінецька гора.
У півд. част. села (вже за давнім річищем Пруту) були лози, корчі, бур'яни на мокрих низових, де й переховувалися люди, коли на село нападали татари. Дехто з тих людей споруджували хати, аби жити постійно. Ще й нині мешканців того кутка звуть бур'яниками (теперішній куток Верхнього Вербіжа). Північна від давнього русла Пруту частина села зветься Нижній Вербіж, а південна — Верхній Вербіж. За переказами, а також розкопками, ріка Прут колись плинула біля села іншим річищем, віддаленим від нинішнього кілометрів зо два на південь.
Між двома селами нині протікає потічок, що бере свій початок за Сопівською горою — у Сопові на Березівках. Потічок біжить там, де колись Прут проносив свої води. Тепер попри цей потік прокладе дорогу на Спас, відгалужену від траси Коломия-Яблунів.
Кут Воронівку, що міститься у Нижньому Вербіжі з боку Коломиї, за однією з версій назвали так тому, що тут жило багато людей на прізвище Воронюк. Інша версія — ворони, що поверталися з лісу в місто на ніч, тут перепочивали. У свою чергу, Воронівку також поділено на кутки. Ближчий до дороги, що веде до Яблунова називають Шляхтою. Коло млина — Малий Ринок або Млинівка, а далі під Лугами- Віпханка.
Ще один великий кут — Осередок. Так звуть центр села. Осередок ділиться на Шляховий (коло дороги і школи), далі куток Левади. Понад річкою Лючкою Сафатів кут (від імені опришківського нащадка Йосафата).
Третім великим кутом села є Долини (займає землі понад річкою Лючка і долину понад річкою Пістинькою). Входять до нього кутки Гора (Від Верхнього Вербіжа і до Лісу), Мочара, а також Чернич. До Долинів належить ліс Мочара. За річкою Пістинькою сіножаті — Лазки, ліс Лази, Гора (Теребіж, гора Стрімка, Перелісок, Борсук, Беріг).
Поле Берести — урочище, узвишшя, за припущенням Дмитра Бучка, на цьому місці було село Берестів.
За народною етимологією топонім Вербіж виводить від слів Верба і бігти: мовляв, у верби бігли ховались від нападників. Інша версія походження назви села також пов'язана вербами: кажуть, що на місці Вербіжа були вербові хащі. Друга ж частина назви села з'явилася значно пізніше, коли залюднилався і розрісся Вербіж. Тоді й назвали Нижній Вербіжем частину села, прилеглу до річки Прут. А дальшу, південну частину — Верхнім Вербіжем. Так виникло двоє сіл.
Історики і мовознавці ще не сказали остаточної думки про топонім Вербіж. Лише сучасний історик Володимир Грабовецький, вслід за галицьким дослідником Мироном Кордубою, зарахував Нижній Вербіж до групи назв, утворених за прикметами, властивими тої чи іншої оселі, яка відрізняє їх від інших. Це стосовно першої частини назви населеного пункту, тобто Нижній. Ну а таємниця слова Вербіж і досі захована за запоною часу. Краєзнавці знову ж таки повертаються до верб — пробують провести паралель між назвами населених пунктів Вербії в Молдавському князівстві, Вєрбовци на Буковині, Вербовець у Волинській землі, згадуваних у документах з XV століття. М. Л. Худаш вважає цю назву присвійноприкментниковим утворенням на –jъ від давніх незасвідчених особових назв *Верьягъ чи *Вербяга, що є суфіксальними утвореннями відповідно на –ягъ чи –яга від Вербъ < Вербославъ, з якого виділилось це поселення, а атрибутивним членом — прикметник нижній "який міститься внизу, нижче інших подібних предметів.
Досить чітко подає нам у віршованій формі географічно-природниче розташування Михайло Ласійчук у вірші «Про село» (1994)
Там, де Прут весною в зливи
 Несе води у світи,
 Ще три річки пустотливі
 Несуть води все туди ж.
У садах поміж полями
У зеленому вінку
Стоять хати з журавлями,
 Як колись у давнину.

З висоти, це церква нині,
Де колись був монастир,
Видне все село в долині
Впоперек, уздовж і вшир.

Це наш Вербіж, наше свято
Наш притулок і наш дім,
Наша гордість і багатство,
Це є наш вербізький рід.

Наші предки нам лишили
Славу свої поколінь,
Усіх зайд вони громили,
Боронили рідний дім.

Том ми, грішні їх нащадки,
Ушануймо славу їх.
Про діла їх незабутні
Ще складемо гарний стих.

## Історія розвитку освіти і культури в селі. Діяльність культурно-освітніх організацій та товариств
Перша школа в селі діяла ще за панщини. Містилася вона в панському будинку. Проіснувала до 1854 року. Школа була докласовою. Знаходилась там, де нині живе Марія Тіделичка.
За Австро-Угорщини десь у 1880-90 років на кутку Осередок, де тепер обійстя Гаврила Туліки, була школа, в якій училися грамоти в одній кімнаті діти різного віку і різного ступеня навчання (1 -4 класи). Учителем і директором був Микола Райт.
Далі директором був Вишиваник, а вчителювала його дружина. Навчав дітей грамоти і директорів син. Навчання велися з перервами, бо діти відвідували школу, коли не було роботи вдома.
1909 року австрійський уряд своїм коштом збудував нинішню школу, двоповерхову. А в канцелярії (старій школі) 1924 року мешканці села розпочали ставити вистави.
На зміну Вишиванкові прийшов директор польського походження Яків Навильковський, з дружиною вчителькою. Школи на той час були вже семи класовою, але перебувала у дуже занедбаному стані. Директор був чоловік освічений, енергійним, відданим свої справі, тож зразу вдався до наведення дисципліни, впорядкованості, аби діти відвідували школу, мали відповідні умови. Деякі батьки, які не усвідомлювали, що дає школа, підійшли до конфлікту з новим директором. Але директор і не думав відступати, за допомогою закону примушував дітей і молодь братися до науки. За це йому були вдячні колишні учні після закінчення школи.
Учителі: Власійчук Славко (1910-29), Феняк Юрій, Тафійчук Дмитро, Шипульняк Михайло, Козулькевич Софія, Козулькевич Василь, Туліка Дмитро, Туліка Петро, Туліка Анна, Туліка Марія, Халмон Петро(директор школи), Власійчук Петро (директор школи), Максим'юк Анна, Максим'юк Михайло, Фенюк Меланка, Лаврук Давениський, Туліка Іван та ін.
Гімназисти австрійських часів: Ткачук Петро, Ткачук Василь, Ласійчук Юра, Туліка Петро, Урдейчук Микола, Урдейчук Василь, Ковбаснюк Яків, Ковбаснюк Андрій, Гаєвий Онуфрій, Гаєвий Мойсей, Калинюк Ілько.
Гімназисти польських часів: Тафійчук Петро, Воронюк Юрій, Олексюк Юрій, Туліка Федір, Шипулбняк Михайло, Кернер Василь, Луговий Славко, Луговий Стефко, Фенюк Юра, Лугова Дарія, Туліка Анна, Туліка Марія, Козулькевич Зоня, Ткачук Зінаїда.
Про першу театральну виставу у селі повідомив часопис «Весна». 25 квітня 1880 року відбулося засідання першого Літературно-драматичного товариства в Коломиї. Директором театру був Івидор Трембицький. Перші постановки однотипних комедій «Жіночі тайни», В бочці» були показані 1 червня 1850 року в одній із вербізьких хат.
Помітну роль у громадсько-політичному й культурному житті села відігравала родина священника Валерія Лугового. Його сім'я була багатодітною: мав дев'ятеро дітей, а також прийомного, який не закінчив навчання в університеті — студента Семена Шургалюка, який жив у родині Лугових. Найстаршим сином був Роман, за ним — Данило, Мірко, Володька, Стефанко, Орися. Усі вони навчалися в гімназії, а після того стали відомими людьми.
Представники цієї родини як могли, допомагали навчально-освітньому розвиткові села. Не було й дня, щоб у читальні не було менше як двох Лугових. Кожен з них, якщо не займався безпосередньо якимось гуртком, то допомагав іншим у навчанні, займався освітньою працею. Не можна не згадати двох студентів Тафійчуків, а також студента Баумана, який жив на той час у Нижньому Вербіжі й активно брав участь в діяльності самоосвітнього та інших гуртків. Була читальня «Просвіти» зі своєю, як на той час, чисельною бібліотекою. У селі була жіноча організація «Сільський господар» і його бібліотека. У селі була жіноча організація «Союз українок», де навчалися домашньої господарки, культури поведінки, плекали національну свідомість. Навчали тут жінок готувати справи, часто організовували чайні вечори, зустріч Нового року.
Молодь відвідувала самоосвітній гурток, де вивчали правила хорошого тону, студіювала історію свого і чужих народів. На хліборобському вишколі молоді вивчали як практично вдосконалити обробіток землі й отримати високі врожаї різних культур.
Карне лищатерське товариство — спортивний клуб. Карним товариством звалось тому, що той, хто не відвідував гурток без поважних причин, уносив штраф на касу. За ті гроші хлопці купували спортивний інвентар.
У селі діяв сильний драматичний гурток. Ставили переважно історичні драми. А ще був чисельніший мішаний хор, а також молодіжний підлітковий хор.
Були у селі й спортивні секції, які очолювали брати Герасим'юки: Пертро та Михайло. Значними спортсменами були боксер Михайло Ковалючук, а також Петро і Павло Семенюки, Михайло Ласійчук та інші юнаки. Гуртківці при читальні організовували різноманітні виступи, концерти, фестини, фестивалі. У спортивних змаганнях, що проходили у Львові, наші спортсмени зайняли призові місця. Комедійний актор Василь Шургалюк лише з'являється на сцену, публіка сміється. Добрими акторами були Семен Шургайлюк, Петро і Павло Семенюки, Герасим'юки: Дмитро, Михайло, Катерина, Петро, Іван. Іван мав прекрасний голос, брав активну участь у хорі.
Чимало ентузіазму, сил і енергії вклав у культурно-побутове і політичне життя села Василь Ющак. Ще хлопцем брав участь у струнному оркестрі товариства «Каменярі». А як громадський дія — у політичному житті села.
Значну роль у політичному й економічному житті села зіграв Василь Туліка, один із перших засновників усіх без винятку гуртків, а потім фундатор побудови (на добровільній засаді) нинішнього клубу. При цьому польські урядовці визначали точний термін закінчення будівництва.Коли б його було порушено, будівництво миттю заборонили б.
У повоєнні роки, працюючи завідувачем млина, Василь Туліка всіляко допомагав відбудувати клуб. Клопотався відродженням при клубі гуртків.
Багато для громади зробив тодішній війт Андрій Ковбаснюк. За свого урядування тримав твердий нейтралітет з польською владою, не піддавався бюрократам, а всі свої можливості, сили та вміння прикладав для культурно-економічного і просвітницько-політичного розвитку села. Виховав двох синів — Михайла і Миколу, які ні характером не поступалися батькові, ні вмінням дбати про поступ економічний та культурно-просвітницький. Михайло — інженер по бурових установках, Микола — головний технолог заводу «Коломиясільмаш».
В 60-70-х р.р. XX століття на території села розташована центральна садиба колгоспу „Маяк“. Господарство льоно-тваринницького напряму. Артіль має землі, 2 млини, пилораму, цех бетонних виробів. У селі був розміщений Коломийський „Міжколгоспбуд“.

## Фольклор, традиції та обряди. Побут та звичаї. Розвиток народних художніх промислів
Про фольклор села було розкрито в попередніх розділах. Тут слід виокремити, Туліка (Тулійка) Микола (?- 1887), який був автором віршів " На становищах у Коршеві «(1884, присвята Івано Франкові) „Завіщення“. Популярності набув вірш-пісні „Дума про напад татарів на місто Коломию та її околиці“, опублікований 1886 року у „ Народному руському місяцеслові“, яка стала для народу народною.
На весіллі.Весілля тривало упродовж двох днів. Перший вечір був для молоді. Тягнувся він якихось 3-4 години. Приходили дівчата, убирали деревце, а на вечір приходили парубки. Заможніші господарі запрошували молодь до столу. Стіл був скромним. Крім голубців та печені, клали півлітру горілки. Хлопці випивали по 20-30 грамів і з тим ішли танцювати, а дівчата стидалися вживати спиртне і пили вар. Перший вечір тривав недовго, бо був такий закон у сільській родині: сонце за обрій — дівка у хату. Хлопці, не маючи з ким танцювати, також розходилися. Випивки на весіллях було дуже мало від 3-х до 5-х літрів горілки, а то 1 ахтель (12 літрів) пива.
На весіллях йшли з приносами. Господар, йдучи на весілля, ніс три або два калачі. А ґаздині — два або один калач і миску кукурудзі чи пшениці.
Весілля відбувалося за один день. Після обіду сходилися гості, а вже після опівночі розходилися. Почесне, дарування проводили десь о 10-ій вечора. Після того ще раз сідали за столи, трохи випивали, закушували, молодші йшли танцювати, а старші розходилися додому. Непрошених гостей, або як їх звуть „під весіллям“, „на межі“, „халявщиків“ не було жодного. Музики (1920-90-ті роки). Калинюк Кость (скрипка), Урдейчук Олекса (бубон), Дибелко Іван (скрипка), Лаврук Микола (цимбали), Туліка Микита (скрипка), Назарук Василь (скрипка, баян), Гінзилевич Федір (труба), Гінзелевич Зенко (баян), Котула Михайло (скрипка, сопілка), Гінзелевич Богдан (баян), Лановий Богдан (бяан), Залуцький Федір (скрипка), Котула Михайло (скрипка, цимбали) та ін. Вітання в минулому. Колись старі люди, та й не лише вони, заходячи до сусіда, промовляли: „Як дужі?“, „Як спали?“, „Як днювали?“, а ще лунало „Шаную всіх святих, Ваших ангелів-хоронителів і діточої коруни, і всіх Вашої хати. Слава Ісусу Христу!“. Це вітання побутувало ще до Першої світової війни.
Домашньо-побутове виробництво. Здебільшого мешканці обходилися без фабрик і заводів. Більшість селян були на всі руки майстрами. Майже кожен, хто жив у селі, тримав худобу: корів і коней, свиней і овець, кіз. З птиці розводилися гуси, качки, кури, індики.
Велика рогата худоба давала молоко, були свої сири, масло, сметана. Як забивали худобу мали м'ясо, котре вудили або зберігали. Шкіру самі вичиняли, шили взуття.
Шкіру твердого гарбування (вичинки) використовували для чобіт і черевиків. Мештів селами не було, з'явилися вони десь аж в 1930-х роках. М'якшу шкіру використовували для стодолів.
Свинину також вудили, а сало перетоплювали на смалець.
Солонину засолювали у спеціальних дерев'яних діжках: з хлібом і часником то була поживна їжа на сінокосі чи при праці на полі.
Овечі чи козячі шкури заквашували у грисі (висівках з пшеничного борошна), заливали водою, і так вони кисли два-три тижні. Далі шкіру„шкапували“ (очищали від решток м'яма, пліки тощо). Сушили та вибілювали. Шкіри овечі вживали для пошиття кожухів та кептарів, а козячі — лише для кептарів.
1925-26 років увійшла в побут інакша ноша. Кожухи почали шити короткі, поясники. А замість довгих сардаків увійшли в побут байбараки.
З білого сукна були й онучі до постолів, а також гуні — накидали, котрі вбирали, здебільшого, молоді до шлюбу, або на дуже великі свята до церкви. Робилось сукно в домашніх умовах. З білої пряжі виплітали шкарпетки, звані капчурами, а також рукавиці і светри
З шкірок молодих ягнят робили смушки до кожухів, коміри та чоловічі шапки. Досить поширеною формою шапок були клипані. Ці шапки шили за зразком гостроверхих татарських головних уборів. Середина її були зі шкіри молодого ягняти чи зайця чи кроля. На самому чубчику пришивали темно-червону розкішну косицю, а краї обшивали лисячими хвостами. Чим довші і повніші були хвости, тим дорожчою була шапка.
У Нижньому Вербіжі земельних угідь мали порівняно не багато, щоб займатися суто хліборобством, тому ті, хто мав менше землі, бралися за ремесло або ставали робітниками на фабриках та заводах.
У хатах замість громіздких косиць з кольорового паперу, котрі наліплювали на рамки образів, почали робити скромні букети, а потім їх занехаяли.
Страви також помінялися докорінно. Замість голубців з кукурудзяними крупами, печені, борщу, грибової печені, варили шпеню (кисла січена капуста, квасоля, кукурудзяні крупи, а для запаху і смаку- сушені гриби). Другою оригінальною стравою була белуха. З квашеної січеної капусти, кукурудзяних крупів або кукурудзи, картоплі, квасолі, додавали гарбуза, заправляли сметаною.
А ще був вар із сушених фруктів: слив, яблук, грушок, вишень, додавали квасолю або кукурудзу.
Полотно і до нього. Наші попередники сіяли багато конопель. Їх вибирали двічі: спочатку ті, що запилюють після цвітіння, а згодом — інші, що дають сім'я, з котрого душили смачну олію. Стебла коноплі висушували, а вже потім замочували в теплій воді, звичайно у ставках, ямах, мочиливах. Там вони мокли 2-3 тижні в залежності від температури води, аж доки від стебла не відставали волокно. Далі стебла просушували на сонці, терли на терлиці, відділяли волокно від трісті. Волокно розчісували на дергівці — „їжакові“, зробленому зі стальних цвяхів, набитих у дерев'яний круг. Розчісували густіше набиті шпичаки. Вичищали волокно від залишків трісті та відділяли від короткого волокна — клоччя. Довгі волокна збирали у повісма. Повісма після прядіння на куделях ставили першосортною пряжею. Так ще називали й повісняне полотно. Другосортне, званого срібного полотна. З третьосортного — клоччя — робити верети.
1930-х років куделі для зручного прядіння майже витісняються механізованими куделями.
Ткачі (до 1940). Тимошишин Юра, Ласійчук Михайло, Дибелко Іван, Свищук Василь, Туліка Кость, Онуфрійчук Катерина, Удейчук Олена та ін.
Майстри кравецької справи. Туліка Петро (1900- 29), Лаврук Іван (1940), Лаврук Ірина (1926), Урдейчук Юрій, Онофрійчук Параска, Ющак Леся, Лаврук Євдокія, Ласійчук Марія, Котула Анна, Ткачук Юрій.
Гарбарі. Шкіри вичиняли Бурдуляк Мафтей, Мелецький Данило, Ласійчук Пилин та ін.
Кушнірі. Пом'юк Михайло та Ласійчук Пилин
Столярі. Тифійчук Михайло, Тафійчук Олекса, Ласійчук Мафтей, Гаєвий Дмитро, Туліка Василь, Воронюк Микола, Тимошишин Петро, Шевчук Яків, Шевчук Микола, Андрусяк Роман (директор столярного цеху) та ін.
Колодії. Бойчук Іван, Гольцгаузер Йосип, Ласійчук Василь, Шургалюк Мойсей, Гаєвий Максим, Сорич Дмитро.
Різьбярі по дереву. Воронюк Дмитро, Воронюк Калина, Брустурняк Остап, Лаврук Кузьма, Лаврук Ярема, Котула Дмитро, Ласійчук Василь.
Ковалі. Гаєвий Максим, Лаврук Петро, Урдейчук Петро, Удрейчук Дмитро, Дибелко Василь та ін..
Бляхарі. Кернер Петро, Ткачук Тарас, Ласійчук Михайло, Маруща Микола, Куник Андрій, Лаврук Кузьма (різьбяр), Ласійчук Микола, Ткачук Ярослав та ін
Криничники. Ткачук Кость, Онофрійчук Онуфрій, Ласійчук Іван, Ласійчук Михайло, Онуфрій(Бартоломей), Малецький Данило, Воронюк Василь та ін.
Муляри-будівельники. Куник Микола, Куник Василь, Куник Дмитро, Гриньків Петро, Воронюк Федір, Куник Петро та ін.
Бетонярі. Марущак Пилин (мостобудівник), Шургалюк Мойсей (фундаменти, гробниці), Мирущак Яків (хрести, гробниці, пам'ятники), Герасим'юк Петро (будівельник бетоняр), Ласійчук Остап, ВасильЧорнюк (сходи, фундаменти), Назарук Михайло, Ласійчук Михайло (труби, плити, хрести) та ін.
Промисловість. Першим промисловим підприємством у селі була бійня євреїв Крінесів. По дорозі до Сопова, метрів за 200—250 від роздоріжжя, діяв нафтопереробний заводик. До нього відвено залізничну колію, котрою підвозили сиру нафту. Виготовляли там здебільшого для освітлення, а також бензин і парафін. З парафіну свічки, виготовляли різноманітні мастила для машин, взуттєвий крем („ґльобен“).
Ліворуч на межі із Соповом — залізнична станція, а біля неї — тартак („фірас“), тобто пилорама-лісопильня.
На роздоріжжі біля моста на Пруті з правого боку стояла велика корчма, позаду неї липова алея зі столиками, там були і альтанки.
З того боку, де нині гуртожиток, було гуральня, тобто невеликий спиртзавод, стояла невелика пивоварня, або як тоді називали, хмільний завод. Варили пиво не лише для місцевих, але й для Коломиї.
Ліворуч від дороги, відразу за ставом, від котрого й сліду не лишилось, навпроти нинішньої колгоспної контори була триповерхова фабрика сірників. Роботу припинила в часи Першої світової війни.
Метрів за 30 вище від фабрики сірників фабрика Вайзера. Там виготовляли бетонні кільця для криниць.
Ще одна корчма-викокурня була коло млина, на нинішній присадибі Михайла Гаєвого. Варили горілку трьох сортів.
Третя корчма стояла там, де присадиба Миколи Лудчака. Була, ще декілька поруч.
Неподалік від сірникової фабрики, тобто на нинішньому обійсті Когута, знаходилася бійня. Були тут м'ясарня і крамниця. Збут м'ясних товарів у господаря був вищим, аніж у євреїв, які тримали і продавали таку ж продукцію. Бійня була власність Осипа Лютника, який не обраховував покупців, що й привернуло до нього людей.
На кошти дідича Клецького було споруджено в селі невеликий водяний млин. Орендував і управляв млином Цукерман. У 1930-х роках на місці млина побудували більший за розмірами і потужністю водяний млин. Установили тут і вальці для петлюваня борошна. Орендував млин той же Цукерман. Перебудову млина проводили коштами сина поміщика Клецького — Артура. Після війни млин був колгоспною власністю. Працював на воді до 1960-ч років, потім на електроенергії. Завідувачем млина був добрий газда Василь Туліка. Діяли вальці для питлювання борошна, розмелювання на крупу кукурудзи та різних видів зерна. Поряд працювала олійниця. 1970-х роках, після смерті Василя Туліки, млин занедбали. Споруда його збереглася до нинішнього часу.
1992 року громада села на сході вирішила вважати млин свою власність; керувати ним довірили Мирославу Довіракові. Немало доклав своїх коштів, сил і енергії газда аби дати млинові друге життя.
Олійниницю колгоспні керівники додумалися наприкінці 1970-х років передати для користування колгоспникам села Підгайчиків, бо мовляв, була нерентабельна. Сільчани тепер вдячні підгаєцьким газдам, які зберегли приміщення обладнання олійниці.
Другий млин на куті Воронівка(Віпханка) знаходиться на городі Штефана Семенюка, навпроти обійстя Миколи Лаврука та збоку під обійстя Михайла Воронюка. Сліди від споруди лишився дотепер. Млин працював на підцебірнім колесі. Власником був Зурех.
Третій млин „Мотів“, у селі побудовано за кошти дідича Клецького. Знаходимо міх приблизно на місці старого млина, побудованих, ще за опришківських часів. Після Другої світової війни був власністю печеніженського промкомбінату, потім — колгоспу.1990-х роках цей млин розібрали і передали для верхньовербізького колгоспу, а далі й слід загубився. Ще й нині стоять рештки фундаменту млину на Осередеку, керовоного колись євреєм Мотьом Гехром.
Під горою недалеко від церкви на схилі річки Лючки наші предки добували жовту глину, котрою підводили хати. Використовували її для різних будівельних робіт. Десь 1870-90-х роках тут була невелика цегельня.
Першим шофером у Нижньому Вербіжі був Констянтин Гаєвий. 1935 року він купив автомобіль з бензиновим двигуном. Автомобіль був другої категорії, тож не мав права з'являтися на трасі Станіслав-Коломия. Кость Гаєвий лише міг перевозити пасажирів трасою Косів-Коломий-Снятин. Водієм державного автомобіля 1937-30 років був Іван Панкевич.
Електрики та енергетики села (1950—1995 років) Лучецький Станіслав — майстер Коломийської РЕМ. Румав Федір — начальник держенергонагляду. Гнип Михайло — начальник мехколони. Залуцький Василь — інженер-інспектор Коломийської РЕМ. Ласійчук Мах — інспектор РЕМ. Туліка Василь — інспектор РЕМ. Туліка Петро — черговий електрик РЕМ.Ласійчук Федір- черговий електрик. Ласійчук Петро — черговий електрик. Бойчук Федір- черговий електрик. Ткачук Василь — черговий електрик. Бижук Василь — черговий електрик. Бижук Михайло — механік. Лаврук Дмитро — черговий електрик. Ласійчук Іван — водій РЕМ. Ткачук Юра — водій РЕМ. Бойчук Михайло — водій РЕМ. Ласійчук Дмитро — черговий електрик. Ласійчук Василь — черговий електрик. Олексюк Дмитро — черговий електрик. Ласійчук Іван — головний енергетик КЕЧ.
Електрики і електрозварники: Ющак Роман, Олексюк Василь, Шургалюк Юра, Ласійчук Іван, Кушнір Іван, Ющак Дмитро, Гаєвий Петро, Филипчук Юра, Вівчарук Юра, Андрушко Микола, Куник Петро та ін.
„Чайка“. Розповідають, що за австрійських часів човен допомагав скоротити шлях до Коломиї мешканцям Нижнього Вербіжа, Спаса, Микитинців, Пістиня. Ставала „чайка“ в пригоді й у важкі воєнні часи, нею користувалися борці за волю України. Ну, а містяни добиралися за допомогою човна на Воскресінецьку гору аби відпочити. Заможні коломияни гонорово платили гроші, щоб перевізник (так називали чоловіка з жердиною в „чайці“) повозив їх, плаваючи на річці.
Праця перевізника була важкою і небезпечною, особливо при повені. Упродовж років цю роботу виконували мешканці Нижнього Вербіжа Юра Ласійчук і Юра Куник. „Чайку“ вони орендували в сільській управі, доки після колективізації колгосп не став брати з перевізників чималі податки. Доглядали за човном самі перевізники. За невелику плату і в дощ, і негоду, навіть уночі доводилося переправляти людей через Прут. Жили перевізники недалеко від річки, тож не раз були їх крики: „ЮРО!ПЕРЕВЕЗИ!“. Цікаво, що робітники, які переправлялися на роботу і з роботи, платили перевізників щомісячно.
Найбільше праці в перевізників була в червні, коли проводила свята. Тоді їх потрібна була допомога, траплялося, руки не витримували продовж дня штовхати човен від берегів. Були випадки, коли „чайку“ чиясь зловмисна рука відв'язувала від пристані, а то навіть пробивали в дні дірки. Тому перевізникові доводилось спати в колибі коло річки.

## Відомі люди
- Гайова Оксана — українська архівістка, дослідниця спадщини митрополита Андрея Шептицького. Заслужений працівник культури України (2015).
- Ковбасюк Микола — селянин, у 1860-х роках — посол до галицького сейму й австрійського парламенту. Його виступи в обороні українських національних інтересів і прав селян дратували польських шовіністів, тому вони всіх галицьких українців звали ковбасюками.
- Левицький Осип — український військовий та громадський діяч, начальник «Пресової кватири» НКГА УГА.
- Лепкалюк Ірина — лицарка Срібного Хреста Заслуги

 Воронюки-Маляреві. Воронюки-Маляреві з Нижнього Вербіжа, які добре вміли писати й малювати, переписували відозви, накази та універсали Богдана Хмельницького, чим уславилися на цілу округу під час національно-визвольної війни XVII ст.
Лаврук Павло Семенович. Посол до австрійського парламенту у Відні (1896—1908). Розумний і хитрий чоловік. Патріот: на засіданнях парламенту з'являвся у національному вбранні. Мешкав у Вербіжі на межі з Соповом.
Власійчук Онуфрій (22 червня 1854 — 29 листопада 1937). Уродженець Нижнього Вербіжа. Брав активну участь у громадському житті, виступав зі статтями в українських часописах. Був одним з основоположників організації „Взаїмна Поміч Українського Вчительства“, заснованої 1905 року. У часи ЗУНР працював у шкільному комісаріаті в Коломиї та державному секретаріаті. 1920 року помер у Перемишлі.
Туліка (Тулійка) Микола (?- 1887). Працював дяком у селі, займався палітурною справою. Був у тісних справах з етнографом Миколою Колцуняком. Згадується у зв'язку зі слідством над Іваном Франком 1889 року. Автор віршів » На становищах у Коршеві « (1884, присвята Івано Франкові) „Завіщення“. Популярності набув вірш-пісні „Дума про напад татарів на місто Коломию та її околоці“, опублікований 1886 року у „Народному руському місяцеслові“.
Олексюк Дмитро Іванович (Марусин). Війт, а згодом австрійський жандарм. За його старання церкву в селі обгородили бетонною огорожею. Зробили кам'яні сходи, що стоять і понині. За його керівництва всі дороги в селі вишутрувано, обкопано ровами. Не терпів злодіїв і лінюхів. Міг фізично покарати того, хто в корчмі прописав останній грім чи клапоть в селі.
Родина Лугових. Родина брала активну участь у культурно-просвітницькому житті села.
Ющак Михайло Іванович. Член ОУН. Активний учасник студентських виступів у Львові проти польської влади. Польську урядовці згодом його арештували. 1938 року під арешту втік при допомозі перевізника з » чайки " Юрія Ласійчука. Перебував на нелегальному становищі. Помер на території Польщі.
Ласійчук Степан Михайлович (1904—1977). Виходець з Нижнього Вербіжа. Член КПЗУ з 1929 року. У вересні 1939 року вивішував червоний прапор на коломийській ратуші. 1939-41 років — перший голова колгоспу в Нижньому Вербіжі. З 1946 року робітник Коломийського пивзаводу, слюсар на підприємстві.
Бойчук (Івасюк) Марія Павлівна. Медпрацівник. Працювала тоді, як у селі не було карети швидкої допомоги, лікувальних препаратів. Урятувала життя багатьом односельцям. У час демократичних перемін — активістка «Просвіти», РУХу, КУНу.
Долішняк (Вінтоняк)Ганна. Вона закінчила медичне училище, за участь в антибільшовицькому підпіллі відбувала ув'язнення в таборах Сибіру. Учасниця правозахисного руху, член Української Гельсінської Спілки. Влітку 1989 року однією з перших організувала віча в Коломиї. Активна член «Меморіалу», брала участь у розкопках поховань воїнів УГА.Її обрали керівником «Меморіалу».
Родика Ткачуків. Були заможними господарями, брали участь у культурно-масовій роботі села. Члени «Просвіти» і «Каменярів». 1940 року Юрій Юрійович був завідувач у клубі в селі, а також заступником голови сільради. Ткачук Зиновій Юрійович працював у вищих ешелонах державної влади (радником Президента Леоніда Кравчука).
Подружжя Феняків. Юрій Феняк працював учителем у місцевій школі. Педагог за покликанням, організував із школярів струнний оркестр, хор. У пенсійному віці — викладач мови есперанто у відродження Коломийськії гімназії.
Тимосишин Петро Миколайович — лицар Срібного хреста заслуги УПА.

## Світлини

Сільська рада
Нижньовербізька ЗОШ
Народний дім
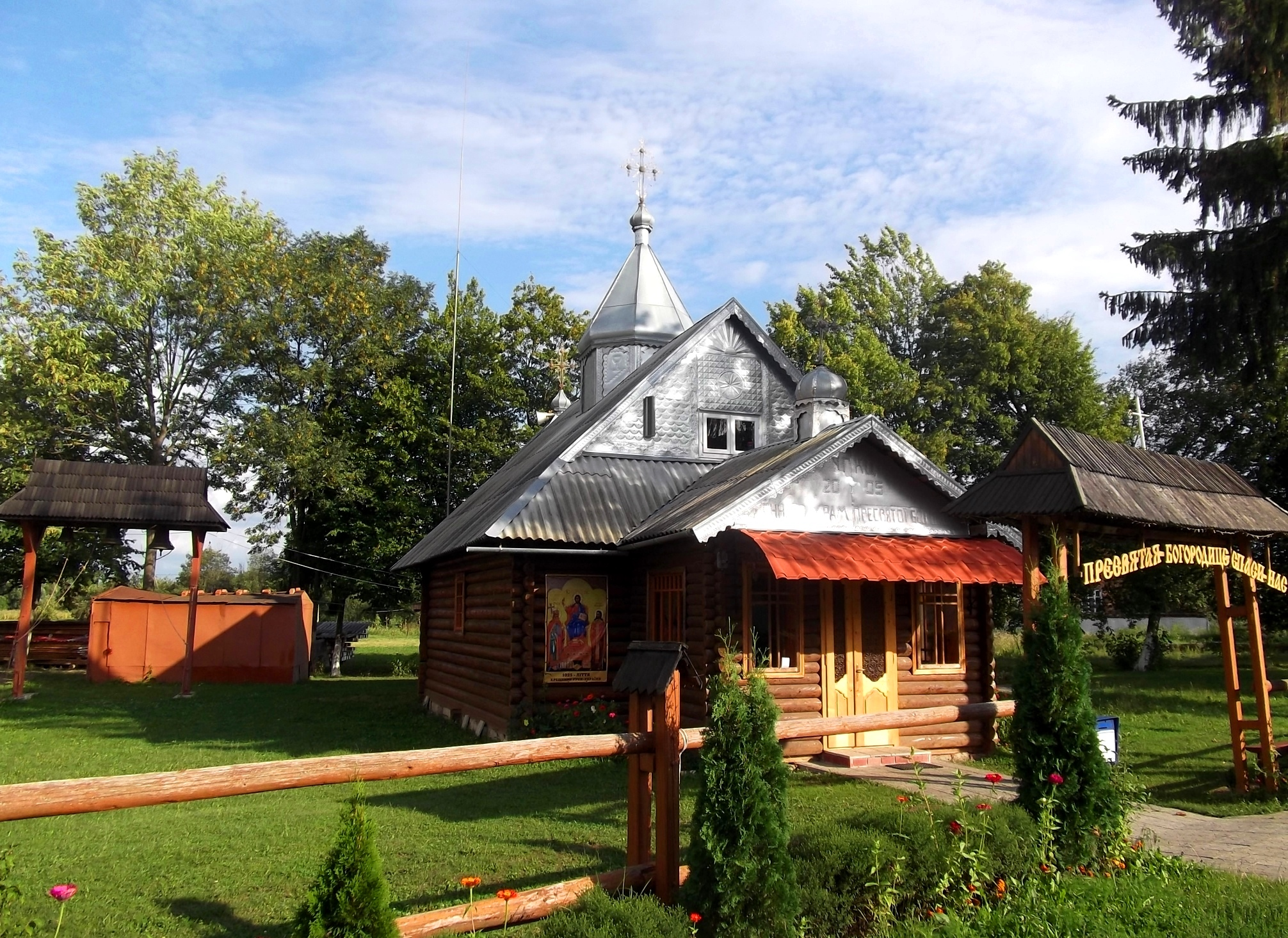
Мала дерев'яна церква
Пам'ятник загиблим у Другій світовій війні
Пам'ятник Тарасові Шевченку
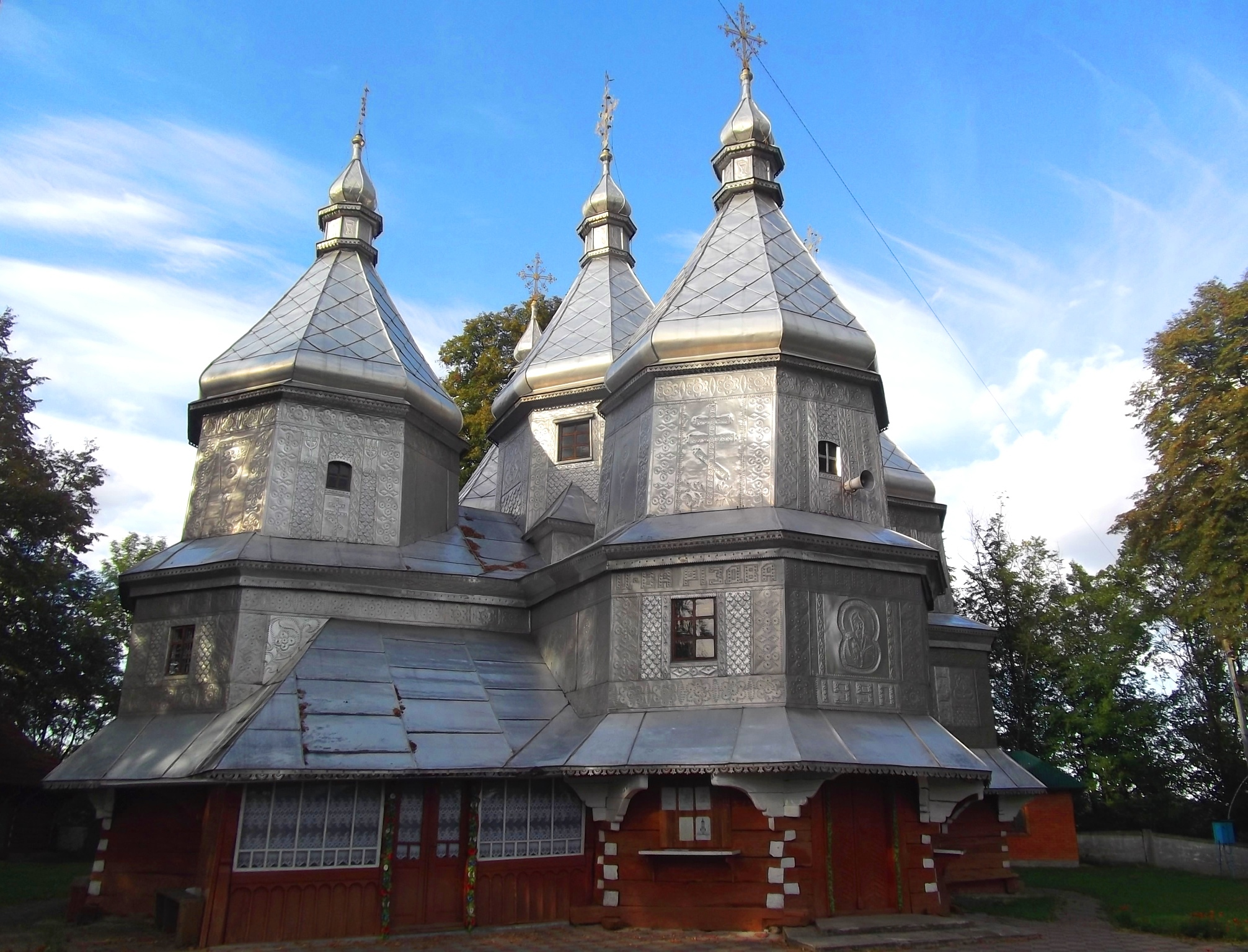
Церква Різдва Пресвятої Богородиці
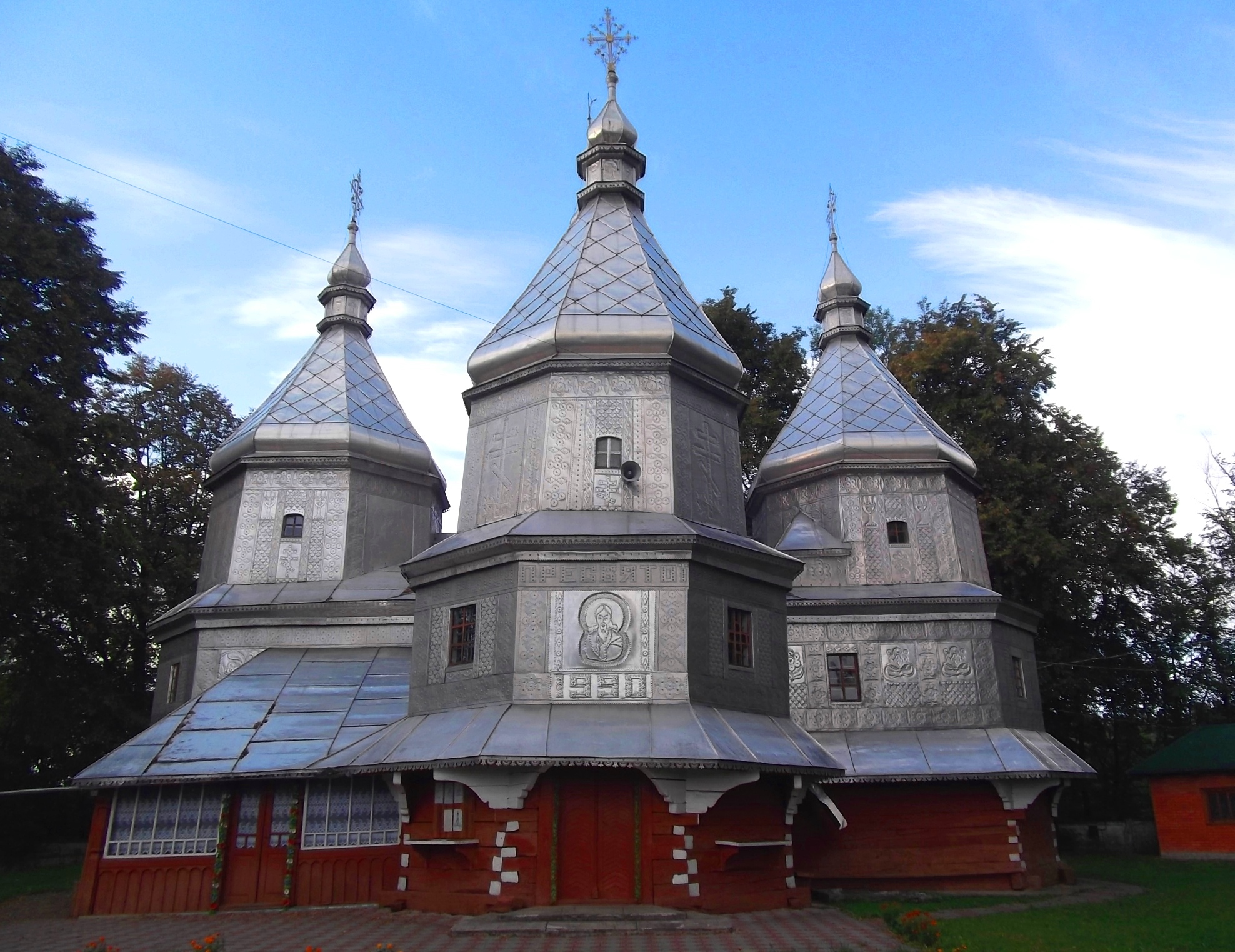
Церква Різдва Пресвятої Богородиці
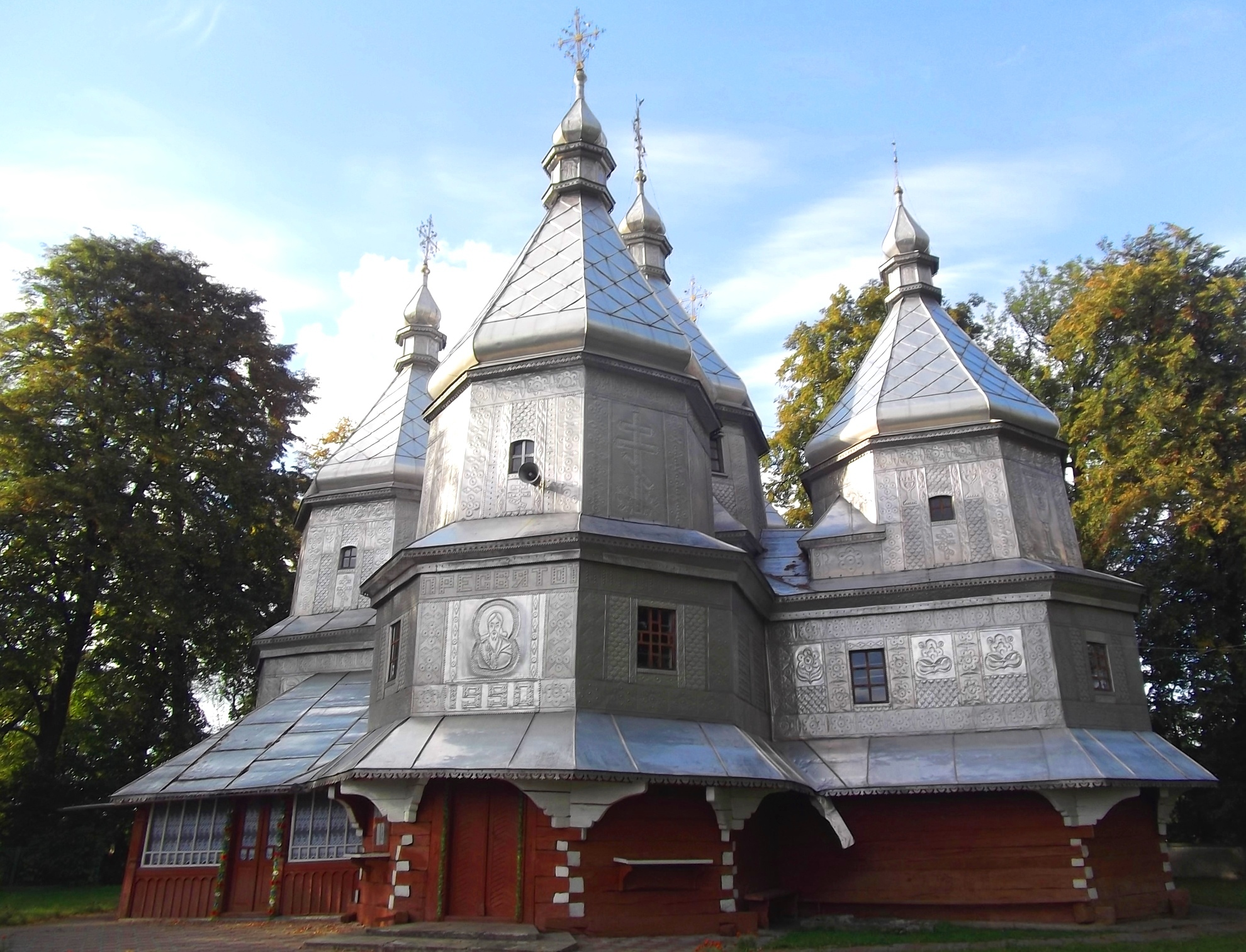
Церква Різдва Пресвятої Богородиці
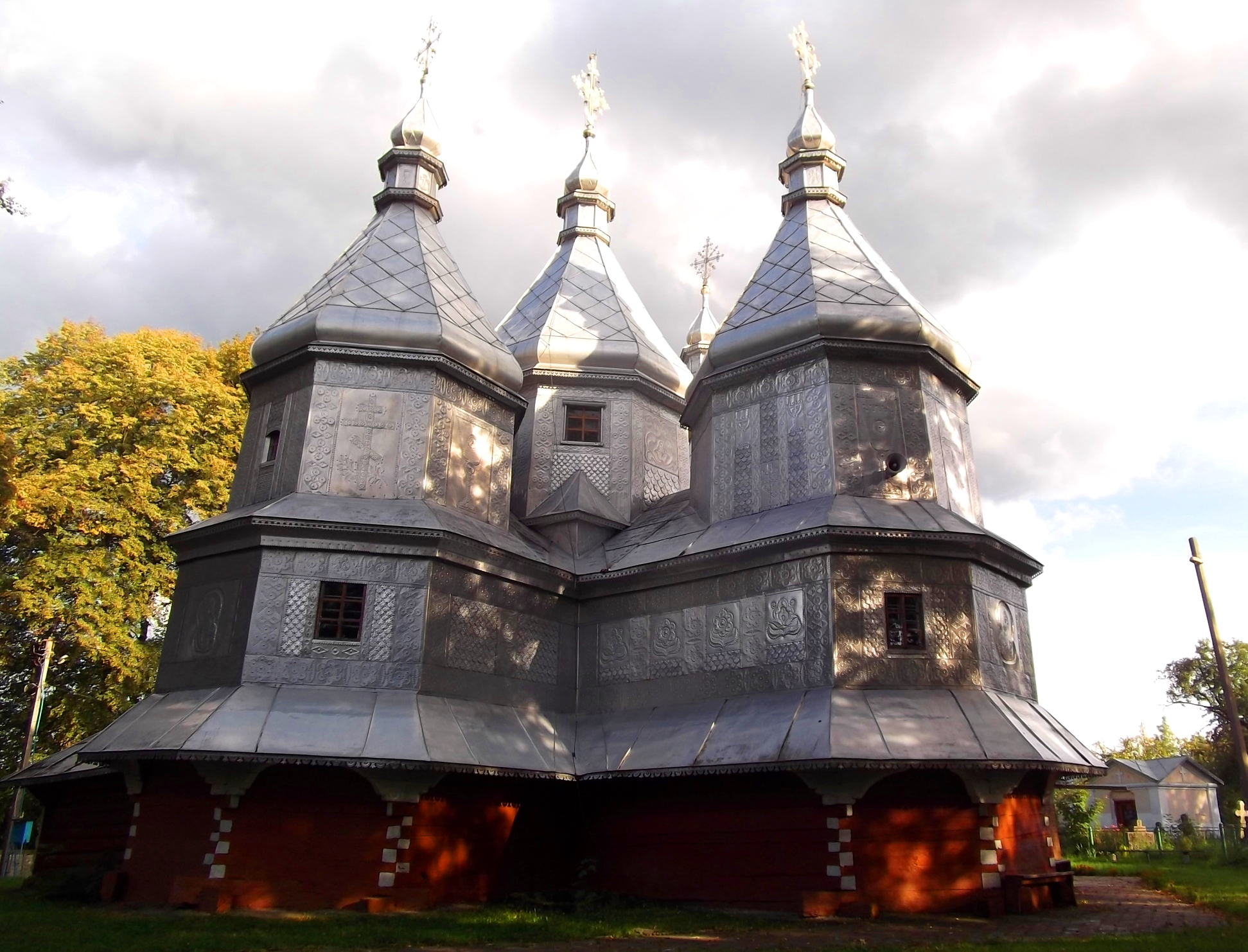
Церква Різдва Пресвятої Богородиці
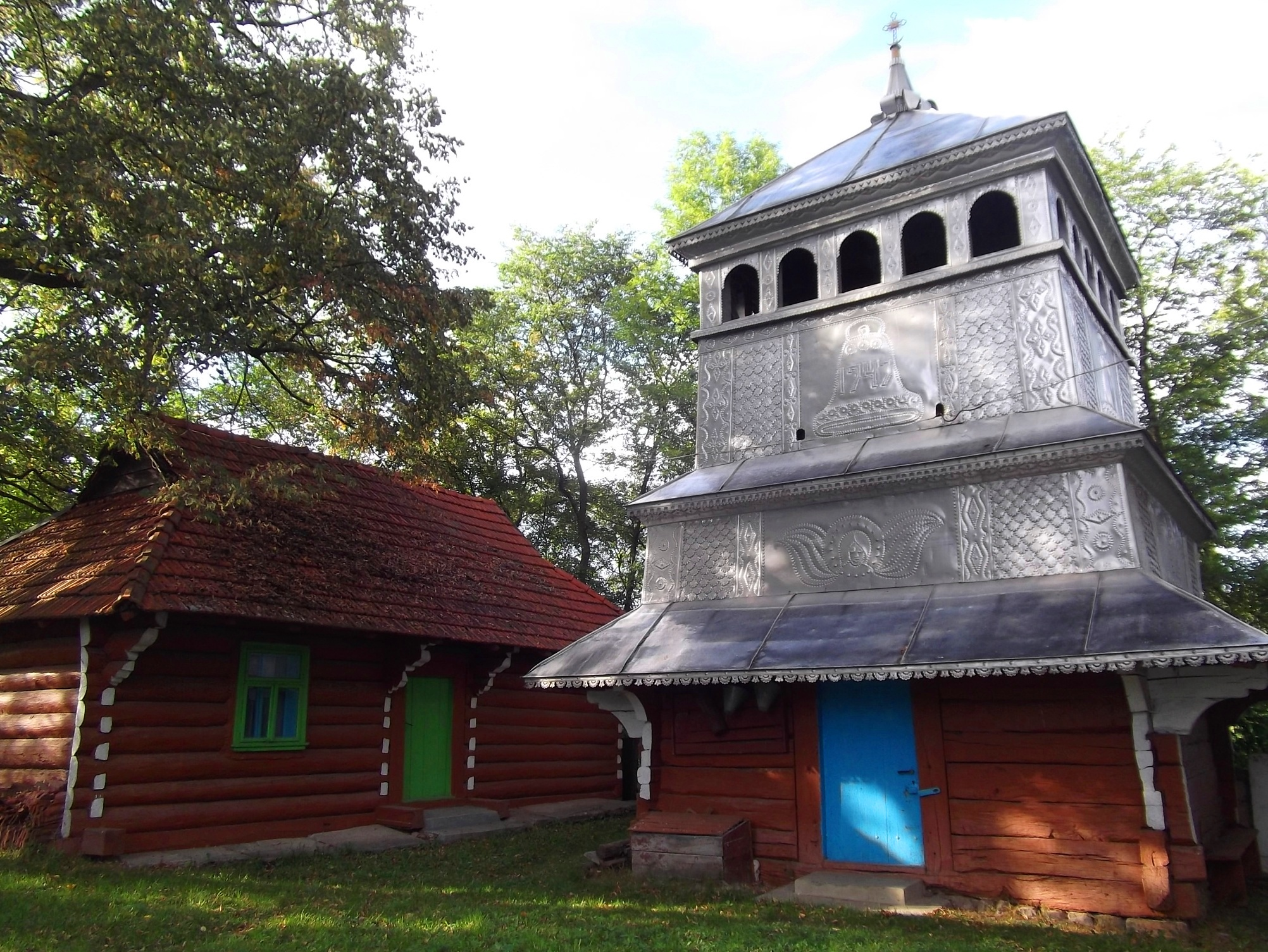
Дзвіниця